# 홈플러스
홈플러스(Home plus)는 홈플러스와 홈플러스테스코가 공동으로 설립한 대형 할인점 브랜드다.

## 개요
1997년 9월 삼성물산에서 홈플러스라는 이름의 대형 할인점 점포를 대구광역시 북구 칠성동2가에 첫 개설하였다.
1999년 5월에 삼성물산과 영국 테스코의 50:50 합작 투자로 삼성테스코를 설립하여 운영하다가, 삼성그룹의 구조조정으로 삼성물산이 보유하던 지분의 대부분을 테스코에 매각하여 한동안 테스코의 지분이 100%에 달하는 외국계 기업이었다.
2008년 5월에는 이랜드가 까르푸 매장을 인수하고 런칭하는 홈에버를 인수하여 매장을 늘렸고, 소형 매장이자 기업형 슈퍼마켓 브랜드인 '홈플러스 익스프레스'를 공격적으로 출점하여 매장 수를 기하 급수적으로 늘려 2011년 2월 기준 123개의 대형 매장(홈플러스), 209여개의 소형 매장(홈플러스 익스프레스) 등 330여개의 매장으로 확장하였다. 2008년 5월 홈에버를 인수하면서 기존 홈에버 매장은 홈플러스테스코라는 별도 법인의 자회사로 운영하고 있다. 현재 홈에버에서 인수한 매장은 36개이며, 나머지 85개 매장은 홈플러스에서 자체적으로 세운 매장이다. 홈에버를 인수한 후, 일부 매장은 타사에 매각하거나 폐쇄했다.
2011년 3월 1일에 삼성그룹과의 상호사용 계약 기간 만료로, 법인명이 삼성테스코 주식회사에서 홈플러스 주식회사로 변경되었다.
2011년 7월 1일 삼성물산은 잔여 지분 5.32%를 매각했다. 2011년 11월 22일에는 편의점 브랜드인 홈플러스 365의 1호 매장을 출점하였다.
2015년에 테스코 영국 본사의 분식회계 사실이 적발되어 홈플러스를 매물로 올렸고, 사모펀드인 MBK 파트너스에 매각하여 다시 대한민국 자본의 마트가 되었다. 테스코가 운영했을 적에는 몇몇 테스코 상품을 판매했으며, MBK파트너스에 넘어가면서 자연히 테스코 상품의 판매가 중단됐다.
2018년 6월 27일에 1호점인 홈플러스 대구점이 홈플러스의 새로운 창고형 매장인 홈플러스 스페셜 대구점으로 리모델링되었으며, 6월 28일 서부산점, 7월 12일 목동점, 7월 13일 동대전점, 7월 26일 안산고잔점, 8월 22일 가양점, 8월 23일 시화점, 8월 29일 동대문점, 8월 30일 청주성안점, 9월 6일 상인점, 10월 18일 분당오리점, 10월 24일 순천풍덕점, 11월 16일 전주완산점, 11월 29일 광주하남점, 11월 30일 인천연수점, 12월 20일 시흥점 등이 리모델링되었다.
캐치프레이즈는 '생활에 플러스가 됩니다'다.
그러나 MBK파트너스가 매각에 난항을 겪게 되자, 몇몇 지점들을 매각하며 폐점하는 방식으로 구조조정 중이다.

## 연혁
- 1996년 7월 29일 홈플러스 중동점 개점
- 1996년 11월 6일 홈플러스 일산점 개점
- 1996년 11월 7일 홈플러스 대전탄방점 개점
- 1997년 9월: 삼성물산 유통 부문이 홈플러스 1호점 대구점.(북구 칠성동)
- 1998년 2월 10일 홈플러스 계산점 개점
- 1998년 11월 24일 홈플러스 동촌점 개점
- 1998년 12월 18일 홈플러스 울산북구점 개점
- 1999년 1월 6일 홈플러스 분당오리점 개점
- 1999년 1월 24일 홈플러스 서부산점 개점
- 1999년 2월 11일 홈플러스 안양점 개점
- 1999년 5월: 삼성물산과 영국 테스코의 1:1 합작 투자로 삼성테스코 싈립.
- 1999년 7월 27일 홈플러스 구월점 개점
- 1999년 8월 17일 홈플러스 서면점 2기 개점
- 1999년 9월 15일 홈플러스 면목점 개점
- 2000년 1월 20일 홈플러스 천안신방점 개점
- 2000년 1월 26일 홈플러스 중계점 개점
- 2000년 4월 5일 홈플러스 야탑점 개점
- 2000년 7월 29일 홈플러스 장림점 개점
- 2000년 8월 5일 홈플러스 해운대점 개점
- 2000년 8월 16일 홈플러스 순천풍덕점 개점
- 2000년 8월 30일 홈플러스 안산점 개점
- 2000년 9월 21일 홈플러스 북수원점 개점
- 2000년 10월 12일 홈플러스 영통점 개점
- 2000년 10월 19일 홈플러스 창원점 개점
- 2000년 10월 24일 홈플러스 가양점 개점
- 2000년 11월 2일 홈플러스 김해점 개점
- 2000년 12월 11일 홈플러스 원천점 개점
- 2001년 3월 22일 홈플러스 목동점 개점
- 2001년 7월: 홈플러스 PB · 상품권.
- 2001년 7월 26일 홈플러스 간석점 개점
- 2001년 8월 30일 홈플러스 작전점 개점
- 2001년 9월 13일 홈플러스 김포점 개점
- 2001년 9월 14일 홈플러스 시흥점 개점
- 2001년 10월: 산업자원부 서비스 품질 우수 기업 인증, 유통업 회사 중 가장 짧은 시간에 최소 점포 매출 1조 돌파
- 2001년 11월 1일 홈플러스 경주점 개점
- 2001년 11월 22일 홈플러스 칠곡점 개점
- 2001년 12월 4일 홈플러스 울산점 개점
- 2001년 12월 13일 홈플러스 영등포점 개점
- 2002년 3월 21일 홈플러스 동수원점 개점
- 2002년 5월 9일 홈플러스 센텀시티점 개점
- 2002년 8월 1일 홈플러스 가좌점 개점
- 2002년 8월 22일 홈플러스 안산고잔점 개점
- 2002년 9월 5일 홈플러스 가야점 개점
- 2002년 10월 16일 홈플러스 동대전점 개점
- 2002년 10월 24일 홈플러스 문화점, 동광주점 개점
- 2002년 11월: 훼밀리 카드(Family Card) 발행
- 2002년 11월 19일 홈플러스 청주성안점 개점
- 2002년 12월 5일 홈플러스 성서점 개점
- 2003년 1월 3일 홈플러스 부천상동점 개점
- 2003년 4월 3일 홈플러스 아시아드점 개점
- 2003년 4월 30일 홈플러스 울산남구점 개점
- 2003년 5월 23일 홈플러스 월드컵점 개점
- 2003년 6월 12일 홈플러스 대전둔산점 개점
- 2003년 6월 19일 홈플러스 의정부점 개점
- 2003년 6월 26일 홈플러스 유성점 개점
- 2003년 7월 3일 홈플러스 방학점 개점
- 2003년 10월 23일 홈플러스 금천점 개점
- 2003년 11월 6일 홈플러스 동대문점 개점
- 2004년 4월 1일 홈플러스 시화점 개점
- 2004년 6월: '슈퍼체인 익스프레스 1호점 중계점' 개점
- 2004년 6월 24일 홈플러스 청주점 개점
- 2004년 11월 18일 홈플러스 순천점 개점
- 2005년 1월 13일 홈플러스 남대구점 개점
- 2005년 2월 24일 홈플러스 부천소사점 개점
- 2005년 3월 1일 홈플러스 영도점 개점, 홈플러스 서면점 1기, 동김해점 개점
- 2005년 4월 19일 홈플러스 내당점 개점
- 2005년 5월 10일 홈플러스 인하점 개점
- 2005년 8월 11일 홈플러스 전주완산점 개점
- 2005년 9월 8일 홈플러스 강서점 개점
- 2005년 9월 13일 홈플러스 광양점 개점
- 2005년 12월 8일 홈플러스 안산선부점 개점
- 2005년 12월 11일 홈플러스 구미점 개점
- 2006년 1월 5일 홈플러스 서귀포점 개점
- 2006년 1월 19일 홈플러스 마산점 개점
- 2006년 1월 21일 홈플러스 병점점 개점
- 2006년 5월 11일 홈플러스 동청주점 개점
- 2006년 7월 20일 홈플러스 부산감만점 개점
- 2006년 7월 22일 홈플러스 밀양점 개점
- 2006년 7월 30일 홈플러스 김제점 개점
- 2006년 8월 25일 홈플러스 삼척점 개점
- 2006년 8월 31일 홈플러스 신내점 개점
- 2006년 10월 홈플러스 익산점 개점
- 2006년 10월 17일 홈플러스 동래점 개점
- 2006년 11월 6일 홈플러스 일산점 개점 10주년
- 2007년 2월 28일 홈플러스 김포풍무점 개점
- 2007년 3월 1일 홈플러스 죽도점 개점
- 2007년 3월 15일 홈플러스 포천송우점 개점
- 2007년 6월 4일 홈플러스 진주점 개점
- 2007년 7월 12일 홈플러스 논산점 개점
- 2007년 8월 홈플러스 영주점 개점
- 2007년 8월 6일 홈플러스 삼천포점 개점
- 2007년 8월 14일 홈플러스 상인점 개점
- 2007년 8월 30일 홈플러스 보령점 개점
- 2007년 9월 6일 홈플러스 전주점 개점
- 2007년 11월 1일 홈플러스 잠실점 개점
- 2007년 11월 14일 홈플러스 광주하남점 개점
- 2007년 12월 6일 홈플러스 신도림점, 포항점 개점
- 2007년 12월 19일 홈플러스 광주계림점 개점
- 2008년 1월 12일 홈플러스 계룡점 개점
- 2008년 1월 17일 홈플러스 목포점 개점
- 2008년 2월 10일 홈플러스 계산점 개점 10주년
- 2008년 5월: 이랜드의 "홈에버"를 인수 인계, 홈플러스테스코 출범
- 2008년 5월 15일 홈플러스 조치원점 개점
- 2008년 6월 12일 홈플러스 진해점 개점
- 2008년 7월 15일 홈플러스 평촌점 개점
- 2008년 8월 6일 홈플러스 울산동구점 개점
- 2008년 8월 12일 홈플러스 천안점 개점
- 2008년 8월 24일 홈플러스 대전가오점 개점
- 2008년 9월 4일 홈플러스 파주문산점 개점
- 2008년 9월 18일 홈플러스 서대전점 개점
- 2008년 9월 30일 홈플러스 오창점 개점
- 2008년 10월 홈플러스 문경점 개점
- 2008년 10월 13일 홈플러스 부천여월점 개점
- 2008년 11월 6일 홈플러스 일산점 개점 12주년
- 2008년 11월 12일 홈플러스 강동점 개점
- 2008년 11월 24일 홈플러스 동촌점 개점 10주년
- 2008년 12월 18일 홈플러스 울산북구점 개점 10주년
- 2009년 1월 6일 홈플러스 분당오리점 개점 10주년
- 2009년 1월 24일 홈플러스 서부산점 개점 10주년
- 2009년 6월 3일 홈플러스 송탄점 개점
- 2009년 7월 27일 홈플러스 구월점 개점 10주년
- 2009년 9월 15일 홈플러스 면목점 개점 10주년
- 2009년 12월 1일 홈플러스 강릉점 개점
- 2009년 12월 3일 홈플러스 진접점 개점
- 2010년 1월 20일 홈플러스 천안신방점 개점 10주년
- 2010년 1월 26일 홈플러스 중계점 개점 10주년
- 2010년 2월 10일 홈플러스 계산점 개점 12주년
- 2010년 3월 18일 홈플러스 춘천점 개점
- 2010년 4월 5일 홈플러스 야탑점 개점 10주년
- 2010년 5월 30일 홈플러스 서면점 1기로 5년만에 폐점
- 2010년 6월 10일 홈플러스 월곡점 개점
- 2010년 7월 홈플러스 인천논현점 개점
- 2010년 7월 29일 홈플러스 장림점 개점 10주년
- 2010년 8월 16일 홈플러스 순천풍덕점 개점 10주년
- 2010년 8월 26일 홈플러스 킨텍스점 개점
- 2010년 9월 21일 홈플러스 북수원점 개점 10주년
- 2010년 10월 12일 홈플러스 영통점 개점 10주년
- 2010년 10월 14일 홈플러스 대구수성점 개점
- 2010년 10월 19일 홈플러스 창원점 개점 10주년
- 2010년 10월 24일 홈플러스 가양점 개점 10주년
- 2010년 11월 2일 홈플러스 김해점 개점 10주년
- 2010년 11월 24일 홈플러스 동촌점 개점 12주년
- 2010년 12월 9일 홈플러스 화성동탄점 개점
- 2010년 12월 11일 홈플러스 원천점 개점 10주년
- 2010년 12월 17일 홈플러스 경기하남점, 거제점 개점
- 2010년 12월 18일 홈플러스 울산북구점 개점 12주년
- 2011년 1월 6일 홈플러스 분당오리점 개점 12주년
- 2011년 1월 13일 홈플러스 부산정관점 개점
- 2011년 1월 24일 홈플러스 서부산점 개점 12주년
- 2011년 3월 1일: 법인명을 삼성테스코 주식회사에서 홈플러스 주식회사로 변경 (상호 계약 기간 만료)
- 2011년 3월 17일 홈플러스 화성향남점 개점
- 2011년 7월 1일: 삼성물산, 지분(5.32%) 매각. (영국 테스코가 대주주가 됨)
- 2011년 7월 27일 홈플러스 구월점 개점 12주년
- 2011년 8월 홈플러스 전주효자점 개점
- 2011년 9월 6일 홈플러스 대구스타디움점 개점
- 2011년 9월 13일 홈플러스 김포점 개점 10주년
- 2011년 9월 14일 홈플러스 시흥점 개점 10주년
- 2011년 9월 15일 홈플러스 면목점 개점 12주년
- 2011년 11월 1일 홈플러스 경주점 개점 10주년
- 2011년 11월 6일 홈플러스 일산점 개점 15주년
- 2011년 11월 22일 홈플러스 칠곡점 개점 10주년
- 2011년 12월 4일 홈플러스 울산점 개점 10주년
- 2011년 12월 13일 홈플러스 영등포점 개점 10주년
- 2012년 1월 10일 홈플러스 평택안중점 개점
- 2012년 1월 20일 홈플러스 천안신방점 개점 12주년
- 2012년 1월 26일 홈플러스 중계점 개점 12주년
- 2012년 2월 16일 홈플러스 부산연산점 개점
- 2012년 2월 22일 홈플러스 고양터미널점 개점
- 2012년 3월 16일 홈플러스 부산반여점 개점
- 2012년 3월 21일 홈플러스 동수원점 개점 10주년
- 2012년 4월 5일 홈플러스 야탑점 개점 12주년
- 2012년 5월 9일 홈플러스 센텀시티점 개점 10주년
- 2012년 5월 15일 홈플러스 안동점 개점
- 2012년 7월 13일 홈플러스 원주점 개점
- 2012년 7월 29일 홈플러스 장림점 개점 12주년
- 2012년 8월 16일 홈플러스 순천풍덕점 개점 12주년
- 2012년 8월 22일 홈플러스 안산고잔점 개점 10주년
- 2012년 8월 23일 홈플러스 인천연수점 개점
- 2012년 9월 21일 홈플러스 북수원점 개점 12주년
- 2012년 10월 12일 홈플러스 영통점 개점 12주년
- 2012년 10월 19일 홈플러스 창원점 개점 12주년
- 2012년 10월 24일 홈플러스 가양점 개점 12주년, 홈플러스 문화점 개점 10주년
- 2012년 11월 2일 홈플러스 김해점 개점 12주년
- 2012년 11월 19일 홈플러스 청주성안점 개점 10주년
- 2012년 11월 22일 홈플러스 인천숭의점 개점
- 2012년 12월 5일 홈플러스 성서점 개점 10주년
- 2012년 12월 6일 홈플러스 서수원점 개점
- 2012년 12월 11일 홈플러스 원천점 개점 12주년
- 2013년 2월 10일 홈플러스 계산점 개점 15주년
- 2013년 3월 14일 홈플러스 합정점 개점
- 2013년 3월 20일: 홈플러스 모바일 (알뜰폰) 출시[5]
- 2013년 4월 3일 홈플러스 아시아드점 개점 10주년
- 2013년 4월 30일 홈플러스 울산남구점 개점 10주년
- 2013년 5월 1일 홈플러스 오산점 개점
- 2013년 5월 14일 홈플러스 경산점 개점
- 2013년 6월 19일 홈플러스 의정부점 개점 10주년
- 2013년 6월 26일 홈플러스 유성점 개점 10주년
- 2013년 7월 3일 홈플러스 방학점 개점 10주년
- 2013년 8월 27일 홈플러스 인천청라점 개점
- 2013년 9월 13일 홈플러스 김포점 개점 12주년
- 2013년 9월 14일 홈플러스 시흥점 개점 12주년
- 2013년 10월 1일 홈플러스 서울남현점 개점
- 2013년 10월 23일 홈플러스 금천점 개점 10주년
- 2013년 11월 1일 홈플러스 경주점 개점 12주년
- 2013년 11월 6일 홈플러스 동대문점 개점 10주년
- 2013년 11월 21일 홈플러스 서울상봉점 개점
- 2013년 11월 22일 홈플러스 칠곡점 개점 12주년
- 2013년 11월 24일 홈플러스 동촌점 개점 15주년
- 2013년 12월 4일 홈플러스 울산점 개점 12주년
- 2013년 12월 13일 홈플러스 영등포점 개점 12주년
- 2013년 12월 18일 홈플러스 울산북구점 개점 15주년
- 2014년 1월 6일 홈플러스 분당오리점 개점 15주년
- 2014년 1월 24일 홈플러스 서부산점 개점 15주년
- 2014년 3월 21일 홈플러스 동수원점 개점 12주년
- 2014년 4월 1일 홈플러스 시화점 개점 10주년
- 2014년 5월 9일 홈플러스 센텀시티점 개점 12주년
- 2014년 6월 24일 홈플러스 청주점 개점 10주년
- 2014년 7월 27일 홈플러스 구월점 개점 15주년
- 2014년 8월 22일 홈플러스 안산고잔점 개점 12주년
- 2014년 9월 15일 홈플러스 면목점 개점 15주년
- 2014년 10월 24일 홈플러스 문화점 개점 12주년
- 2014년 11월 16일 홈플러스 세종점 개점
- 2014년 11월 18일 홈플러스 순천점 개점 10주년
- 2014년 11월 19일 홈플러스 청주성안점 개점 12주년
- 2014년 12월 5일 홈플러스 성서점 개점 12주년
- 2015년 1월 13일 홈플러스 남대구점 개점 10주년
- 2015년 1월 20일 홈플러스 천안신방점 개점 15주년
- 2015년 1월 26일 홈플러스 중계점 개점 15주년
- 2015년 2월 24일 홈플러스 부천소사점 개점 10주년
- 2015년 3월 1일 홈플러스 영도점 개점 10주년
- 2015년 4월 3일 홈플러스 아시아드점 개점 12주년
- 2015년 4월 5일 홈플러스 야탑점 개점 15주년
- 2015년 4월 30일 홈플러스 울산남구점 개점 12주년
- 2015년 5월 10일 홈플러스 인하점 개점 10주년
- 2015년 6월 19일 홈플러스 의정부점 개점 12주년
- 2015년 6월 26일 홈플러스 유성점 개점 12주년
- 2015년 7월 3일 홈플러스 방학점 개점 12주년
- 2015년 7월 29일 홈플러스 장림점 개점 15주년
- 2015년 8월 11일 홈플러스 전주완산점 개점 10주년
- 2015년 8월 16일 홈플러스 순천풍덕점 개점 15주년
- 2015년 9월 8일 홈플러스 강서점 개점 10주년
- 2015년 9월 13일 홈플러스 광양점 개점 10주년
- 2015년 9월 21일 홈플러스 북수원점 개점 15주년
- 2015년 10월: 테스코, MBK파트너스 컨소시엄에 매각[6]
- 2015년 10월 12일 홈플러스 영통점 개점 15주년
- 2015년 10월 15일 홈플러스 인천송도점 개점
- 2015년 10월 19일 홈플러스 창원점 개점 15주년
- 2015년 10월 23일 홈플러스 금천점 개점 12주년
- 2015년 10월 24일 홈플러스 가양점 개점 15주년
- 2015년 11월 2일 홈플러스 김해점 개점 15주년
- 2015년 11월 6일 홈플러스 동대문점 개점 12주년
- 2015년 12월 11일 홈플러스 원천점 개점 15주년, 홈플러스 구미점 개점 10주년
- 2016년 1월 5일 홈플러스 서귀포점 개점 10주년
- 2016년 1월 19일 홈플러스 마산점 개점 10주년
- 2016년 1월 21일 홈플러스 병점점 개점 10주년
- 2016년 4월: 본사 이전 (강남 선릉 → 강서점)
- 2016년 4월 1일 홈플러스 시화점 개점 12주년
- 2016년 5월 11일 홈플러스 동청주점 개점 10주년
- 2016년 6월 24일 홈플러스 청주점 개점 12주년
- 2016년 7월 20일 홈플러스 부산감만점 개점 10주년
- 2016년 7월 22일 홈플러스 밀양점 개점 10주년
- 2016년 7월 30일 홈플러스 김제점 개점 10주년
- 2016년 8월 25일 홈플러스 삼척점 개점 10주년
- 2016년 8월 31일 홈플러스 신내점 개점 10주년
- 2016년 9월 13일 홈플러스 김포점 개점 15주년
- 2016년 9월 14일 홈플러스 시흥점 개점 15주년
- 2016년 10월 홈플러스 익산점 개점 10주년
- 2016년 10월 17일 홈플러스 동래점 개점 10주년
- 2016년 11월 1일 홈플러스 경주점 개점 15주년
- 2016년 11월 6일 홈플러스 일산점 개점 20주년
- 2016년 11월 18일 홈플러스 순천점 개점 12주년
- 2016년 11월 22일 홈플러스 칠곡점 개점 15주년
- 2016년 12월 4일 홈플러스 울산점 개점 15주년
- 2016년 12월 13일 홈플러스 영등포점 개점 15주년
- 2016년 12월 17일 홈플러스 파주운정점 개점
- 2017년 1월 13일 홈플러스 남대구점 개점 12주년
- 2017년 2월 24일 홈플러스 부천소사점 개점 12주년
- 2017년 2월 28일 홈플러스 김포풍무점 개점 10주년
- 2017년 3월 1일 홈플러스 영도점 개점 12주년, 홈플러스 죽도점 개점 10주년
- 2017년 3월 15일 홈플러스 포천송우점 개점 10주년
- 2017년 3월 21일 홈플러스 동수원점 개점 15주년
- 2017년 5월 9일 홈플러스 센텀시티점 개점 15주년
- 2017년 5월 10일 홈플러스 인하점 개점 12주년
- 2017년 6월 4일 홈플러스 진주점 개점 10주년
- 2017년 7월 12일 홈플러스 논산점 개점 10주년
- 2017년 8월 홈플러스 영주점 개점 10주년
- 2017년 8월 6일 홈플러스 삼천포점 개점 10주년
- 2017년 8월 11일 홈플러스 전주완산점 개점 12주년
- 2017년 8월 14일 홈플러스 상인점 개점 10주년
- 2017년 8월 22일 홈플러스 안산고잔점 개점 15주년
- 2017년 8월 30일 홈플러스 보령점 개점 10주년
- 2017년 9월 6일 홈플러스 전주점 개점 10주년
- 2017년 9월 8일 홈플러스 강서점 개점 12주년
- 2017년 9월 13일 홈플러스 광양점 개점 12주년
- 2017년 10월 24일 홈플러스 문화점 개점 15주년
- 2017년 11월: 훼밀리 카드(Family Card) 발행 중단
- 2017년 11월 1일 홈플러스 잠실점 개점 10주년
- 2017년 11월 14일 홈플러스 광주하남점 개점 10주년
- 2017년 11월 19일 홈플러스 청주성안점 개점 15주년
- 2017년 12월 5일 홈플러스 성서점 개점 15주년
- 2017년 12월 6일 홈플러스 신도림점, 포항점 개점 10주년
- 2017년 12월 11일 홈플러스 구미점 개점 12주년
- 2018년 1월 5일 홈플러스 서귀포점 개점 12주년
- 2018년 1월 12일 홈플러스 계룡점 개점 10주년
- 2018년 1월 17일 홈플러스 목포점 개점 10주년
- 2018년 1월 19일 홈플러스 마산점 개점 12주년
- 2018년 1월 21일 홈플러스 병점점 개점 12주년
- 2018년 2월: 마이홈플러스 포인트 카드 발행 개시
- 2018년 2월 10일 홈플러스 계산점 개점 20주년
- 2018년 4월 3일 홈플러스 아시아드점 개점 15주년
- 2018년 4월 30일 홈플러스 울산남구점 개점 15주년
- 2018년 5월 11일 홈플러스 동청주점 개점 12주년
- 2018년 5월 15일 홈플러스 조치원점 개점 10주년
- 2018년 6월 12일 홈플러스 진해점 개점 10주년
- 2018년 6월 19일 홈플러스 의정부점 개점 15주년
- 2018년 6월 26일 홈플러스 유성점 개점 15주년
- 2018년 6월 27일 홈플러스 스페셜 1호점 (대구점) GRAND OPEN (2019년까지 19개 점포 리모델링 되었다).
- 2018년 7월 3일 홈플러스 방학점 개점 15주년
- 2018년 7월 15일 홈플러스 평촌점 개점 10주년
- 2018년 7월 20일 홈플러스 부산감만점 개점 12주년
- 2018년 7월 22일 홈플러스 밀양점 개점 12주년
- 2018년 7월 30일 홈플러스 김제점 개점 12주년
- 2018년 8월 6일 홈플러스 울산동구점 개점 10주년
- 2018년 8월 12일 홈플러스 천안점 개점 10주년, 홈플러스 동김해점으로 13년만에 폐점
- 2018년 8월 24일 홈플러스 대전가오점 개점 10주년
- 2018년 8월 25일 홈플러스 삼척점 개점 12주년
- 2018년 8월 31일 홈플러스 신내점 개점 12주년
- 2018년 9월 4일 홈플러스 파주문산점 개점 10주년
- 2018년 9월 30일 홈플러스 오창점 개점 10주년
- 2018년 10월 홈플러스 익산점 개점 12주년, 홈플러스 문경점 개점 10주년
- 2018년 10월 13일 홈플러스 부천여월점 개점 10주년
- 2018년 10월 14일 홈플러스 중동점으로 22년만에 폐점
- 2018년 10월 17일 홈플러스 동래점 개점 12주년
- 2018년 10월 23일 홈플러스 금천점 개점 15주년
- 2018년 11월 6일 홈플러스 동대문점 개점 15주년
- 2018년 11월 12일 홈플러스 강동점 개점 10주년
- 2018년 11월 24일 홈플러스 동촌점 개점 20주년
- 2018년 12월 18일 홈플러스 울산북구점 개점 20주년
- 2019년 1월 6일 홈플러스 분당오리점 개점 20주년
- 2019년 1월 24일 홈플러스 서부산점 개점 20주년
- 2019년 2월 28일 홈플러스 김포풍무점 개점 12주년
- 2019년 3월 1일 홈플러스 죽도점 개점 12주년
- 2019년 3월 15일 홈플러스 포천송우점 개점 12주년
- 2019년 4월 1일 홈플러스 시화점 개점 15주년
- 2019년 6월 3일 홈플러스 송탄점 개점 10주년
- 2019년 6월 4일 홈플러스 진주점 개점 12주년
- 2019년 6월 24일 홈플러스 청주점 개점 15주년
- 2019년 7월 12일 홈플러스 논산점 개점 12주년
- 2019년 7월 27일 홈플러스 구월점 개점 20주년
- 2019년 8월 홈플러스 영주점 개점 12주년
- 2019년 8월 6일 홈플러스 삼천포점 개점 12주년
- 2019년 8월 14일 홈플러스 상인점 개점 12주년
- 2019년 8월 30일 홈플러스 보령점 개점 12주년
- 2019년 9월 6일 홈플러스 전주점 개점 12주년
- 2019년 9월 15일 홈플러스 면목점 개점 20주년
- 2019년 11월 1일 홈플러스 잠실점 개점 12주년
- 2019년 11월 14일 홈플러스 광주하남점 개점 12주년
- 2019년 11월 18일 홈플러스 순천점 개점 15주년
- 2019년 12월 1일 홈플러스 강릉점 개점 10주년
- 2019년 12월 3일 홈플러스 진접점 개점 10주년
- 2019년 12월 6일 홈플러스 신도림점, 포항점 개점 12주년
- 2020년 1월 12일 홈플러스 계룡점 개점 12주년
- 2020년 1월 13일 홈플러스 남대구점 개점 15주년
- 2020년 1월 17일 홈플러스 목포점 개점 12주년
- 2020년 1월 20일 홈플러스 천안신방점 개점 20주년
- 2020년 1월 26일 홈플러스 중계점 개점 20주년
- 2020년 2월 24일 홈플러스 부천소사점 개점 15주년
- 2020년 3월 1일 홈플러스 영도점 개점 15주년
- 2020년 3월 18일 홈플러스 춘천점 개점 10주년
- 2020년 4월 5일 홈플러스 야탑점 개점 20주년
- 2020년 5월 10일 홈플러스 인하점 개점 15주년
- 2020년 5월 15일 홈플러스 조치원점 개점 12주년
- 2020년 6월 10일 홈플러스 월곡점 개점 10주년
- 2020년 6월 12일 홈플러스 진해점 개점 12주년
- 2020년 7월 홈플러스 인천논현점 개점 10주년
- 2020년 7월 15일 홈플러스 평촌점 개점 12주년
- 2020년 7월 29일 홈플러스 장림점 개점 20주년
- 2020년 8월 6일 홈플러스 울산동구점 개점 12주년
- 2020년 8월 11일 홈플러스 전주완산점 개점 15주년
- 2020년 8월 12일 홈플러스 천안점 개점 12주년
- 2020년 8월 16일 홈플러스 순천풍덕점 개점 20주년
- 2020년 8월 24일 홈플러스 대전가오점 개점 12주년
- 2020년 8월 26일 홈플러스 킨텍스점 개점 10주년
- 2020년 9월 4일 홈플러스 파주문산점 개점 12주년
- 2020년 9월 8일 홈플러스 강서점 개점 15주년
- 2020년 9월 13일 홈플러스 광양점 개점 15주년
- 2020년 9월 21일 홈플러스 북수원점 개점 20주년
- 2020년 9월 30일 홈플러스 오창점 개점 12주년
- 2020년 10월 홈플러스 문경점 개점 12주년
- 2020년 10월 12일 홈플러스 영통점 개점 20주년
- 2020년 10월 13일 홈플러스 부천여월점 개점 12주년
- 2020년 10월 14일 홈플러스 대구수성점 개점 10주년
- 2020년 10월 19일 홈플러스 창원점 개점 20주년
- 2020년 10월 24일 홈플러스 가양점 개점 20주년
- 2020년 11월 2일 홈플러스 김해점 개점 20주년
- 2020년 11월 12일 홈플러스 강동점 개점 12주년
- 2020년 12월 9일 홈플러스 화성동탄점 개점 10주년
- 2020년 12월 11일 홈플러스 원천점 개점 20주년, 홈플러스 구미점 개점 15주년
- 2020년 12월 17일 홈플러스 경기하남점, 거제점 개점 10주년
- 2021년 1월 5일 홈플러스 서귀포점 개점 15주년
- 2021년 1월 13일 홈플러스 부산정관점 개점 10주년
- 2021년 1월 19일 홈플러스 마산점 개점 15주년
- 2021년 1월 21일 홈플러스 병점점 개점 15주년
- 2021년 2월 28일 홈플러스 대전탄방점으로 25년만에 폐점
- 2021년 3월 17일 홈플러스 화성향남점 개점 10주년
- 2021년 5월 11일 홈플러스 동청주점 개점 15주년
- 2021년 6월 3일 홈플러스 송탄점 개점 12주년
- 2021년 7월 : 홈플러스 원주점과 청라점이 홈플러스 스페셜로 리모델링 예정(연말까지 10개 점포 리모델링예정)[7]
- 2021년 7월 1일 홈플러스 대구스타디움점으로 10년만에 폐점
- 2021년 7월 20일 홈플러스 부산감만점 개점 15주년
- 2021년 7월 22일 홈플러스 밀양점 개점 15주년
- 2021년 7월 30일 홈플러스 김제점 개점 15주년
- 2021년 8월 홈플러스 전주효자점 개점 10주년
- 2021년 8월 25일 홈플러스 삼척점 개점 15주년
- 2021년 8월 31일 홈플러스 신내점 개점 15주년
- 2021년 9월 13일 홈플러스 김포점 개점 20주년
- 2021년 9월 14일 홈플러스 시흥점 개점 20주년
- 2021년 10월 홈플러스 익산점 개점 15주년
- 2021년 10월 17일 홈플러스 동래점 개점 15주년
- 2021년 11월 1일 홈플러스 경주점 개점 20주년
- 2021년 11월 13일 홈플러스 안산점으로 21년만에 폐점
- 2021년 11월 22일 홈플러스 칠곡점 개점 20주년
- 2021년 12월 1일 홈플러스 강릉점 개점 12주년
- 2021년 12월 3일 홈플러스 진접점 개점 12주년
- 2021년 12월 4일 홈플러스 울산점 개점 20주년
- 2021년 12월 5일 주말에도 통화 가능
- 2021년 12월 13일 홈플러스 영등포점 개점 20주년
- 2021년 12월 24일 홈플러스 스페셜 대구점으로 24년만에 폐점
- 2021년 12월 30일 홈플러스 대전둔산점으로 18년만에 폐점
- 2022년 1월 10일 홈플러스 평택안중점 개점 10주년
- 2022년 2월 22일 홈플러스 고양터미널점 개점 10주년
- 2022년 2월 28일 홈플러스 김포풍무점 개점 15주년
- 2022년 3월 1일 홈플러스 죽도점 개점 15주년
- 2022년 3월 3일 홈플러스 가좌점, 인하점 리뉴얼 오픈
- 2022년 3월 15일 홈플러스 포천송우점 개점 15주년
- 2022년 3월 16일 홈플러스 부산반여점 개점 10주년
- 2022년 3월 17일 홈플러스 메가푸드마켓 간석점, 인천송도점, 인천청라점, 작전점, 월드컵점 리뉴얼 오픈
- 2022년 3월 18일 홈플러스 춘천점 개점 12주년
- 2022년 3월 21일 홈플러스 동수원점 개점 20주년
- 2022년 5월 9일 홈플러스 센텀시티점 개점 20주년
- 2022년 5월 15일 홈플러스 안동점 개점 10주년
- 2022년 6월 4일 홈플러스 진주점 개점 15주년
- 2022년 6월 10일 홈플러스 월곡점 개점 12주년, 홈플러스 가야점으로 20년만에 폐점
- 2022년 7월 홈플러스 인천논현점 개점 12주년
- 2022년 7월 12일 홈플러스 논산점 개점 15주년
- 2022년 7월 13일 홈플러스 원주점 개점 10주년
- 2022년 8월 홈플러스 영주점 개점 15주년
- 2022년 8월 6일 홈플러스 삼천포점 개점 15주년
- 2022년 8월 14일 홈플러스 상인점 개점 15주년
- 2022년 8월 22일 홈플러스 안산고잔점 개점 20주년
- 2022년 8월 23일 홈플러스 인천연수점 개점 10주년
- 2022년 8월 26일 홈플러스 킨텍스점 개점 12주년
- 2022년 8월 30일 홈플러스 보령점 개점 15주년
- 2022년 9월 6일 홈플러스 전주점 개점 15주년
- 2022년 10월 14일 홈플러스 대구수성점 개점 12주년
- 2022년 10월 15일 홈플러스 동대전점으로 20년만에 폐점
- 2022년 10월 24일 홈플러스 문화점 개점 20주년
- 2022년 11월 1일 홈플러스 잠실점 개점 15주년
- 2022년 11월 14일 홈플러스 광주하남점 개점 15주년
- 2022년 11월 19일 홈플러스 청주성안점 개점 20주년
- 2022년 11월 22일 홈플러스 인천숭의점 개점 10주년
- 2022년 12월 5일 홈플러스 성서점 개점 20주년
- 2022년 12월 6일 홈플러스 신도림점, 포항점 개점 15주년, 홈플러스 서수원점 개점 10주년
- 2022년 12월 9일 홈플러스 화성동탄점 개점 12주년
- 2022년 12월 17일 홈플러스 경기하남점, 거제점 개점 12주년
- 2023년 1월 12일 홈플러스 계룡점 개점 15주년
- 2023년 1월 13일 홈플러스 부산정관점 개점 12주년
- 2023년 1월 17일 홈플러스 목포점 개점 15주년
- 2023년 3월 14일 홈플러스 합정점 개점 10주년
- 2023년 3월 17일 홈플러스 화성향남점 개점 12주년
- 2023년 4월 3일 홈플러스 아시아드점 개점 20주년
- 2023년 4월 30일 홈플러스 울산남구점 개점 20주년
- 2023년 5월 1일 홈플러스 오산점 개점 10주년
- 2023년 5월 14일 홈플러스 경산점 개점 10주년
- 2023년 5월 15일 홈플러스 조치원점 개점 15주년
- 2023년 5월 24일 홈플러스 부산연산점으로 11년만에 폐점
- 2023년 6월 12일 홈플러스 진해점 개점 15주년
- 2023년 6월 19일 홈플러스 의정부점 개점 20주년
- 2023년 6월 26일 홈플러스 유성점 개점 20주년
- 2023년 7월 3일 홈플러스 방학점 개점 20주년
- 2023년 7월 15일 홈플러스 평촌점 개점 15주년
- 2023년 8월 홈플러스 전주효자점 개점 12주년
- 2023년 8월 6일 홈플러스 울산동구점 개점 15주년
- 2023년 8월 12일 홈플러스 천안점 개점 15주년
- 2023년 8월 24일 홈플러스 대전가오점 개점 15주년
- 2023년 9월 4일 홈플러스 파주문산점 개점 15주년
- 2023년 9월 23일 홈플러스 해운대점으로 23년만에 폐점
- 2023년 9월 30일 홈플러스 오창점 개점 15주년
- 2023년 10월 홈플러스 문경점 개점 15주년
- 2023년 10월 1일 홈플러스 서울남현점 개점 10주년
- 2023년 10월 13일 홈플러스 부천여월점 개점 15주년
- 2023년 10월 23일 홈플러스 금천점 개점 20주년
- 2023년 11월 6일 홈플러스 동대문점 개점 20주년
- 2023년 11월 12일 홈플러스 강동점 개점 15주년
- 2023년 11월 21일 홈플러스 서울상봉점 개점 10주년
- 2024년 1월 10일 홈플러스 평택안중점 개점 12주년
- 2024년 2월 15일 홈플러스 서면점 2기로 25년만에 폐점
- 2024년 2월 22일 홈플러스 고양터미널점 개점 12주년
- 2024년 3월 16일 홈플러스 부산반여점 개점 12주년
- 2024년 4월 1일 홈플러스 시화점 개점 20주년
- 2024년 5월 15일 홈플러스 안동점 개점 12주년
- 2024년 6월 1일 홈플러스 목동점으로 23년만에 폐점
- 2024년 6월 3일 홈플러스 송탄점 개점 15주년
- 2024년 6월 24일 홈플러스 청주점 개점 20주년
- 2024년 7월 13일 홈플러스 원주점 개점 12주년
- 2024년 8월 19일 홈플러스 서대전점으로 16년만에 폐점
- 2024년 8월 23일 홈플러스 인천연수점 개점 12주년
- 2024년 9월 1일 홈플러스 안양점으로 25년만에 폐점
- 2024년 11월 16일 홈플러스 세종점 개점 10주년
- 2024년 11월 18일 홈플러스 순천점 개점 20주년
- 2024년 11월 22일 홈플러스 인천숭의점 개점 12주년
- 2024년 12월 1일 홈플러스 강릉점 개점 15주년
- 2024년 12월 3일 홈플러스 진접점 개점 15주년
- 2024년 12월 6일 홈플러스 서수원점 개점 12주년
- 2024년 12월 7일 홈플러스 광주계림점으로 17년만에 폐점
- 2025년 1월 13일 홈플러스 남대구점 개점 20주년
- 2025년 2월 24일 홈플러스 부천소사점 개점 20주년
- 2025년 3월 1일 홈플러스 영도점 개점 20주년
- 2025년 3월 14일 홈플러스 합정점 개점 12주년
- 2025년 3월 18일 홈플러스 춘천점 개점 15주년
- 2025년 5월 1일 홈플러스 오산점 개점 12주년
- 2025년 5월 10일 홈플러스 인하점 개점 20주년
- 2025년 5월 14일 홈플러스 경산점 개점 12주년
- 2025년 6월 10일 홈플러스 월곡점 개점 15주년
- 2025년 7월 홈플러스 인천논현점 개점 15주년
- 2025년 8월 1일 홈플러스 부천상동점으로 22년만에 폐점
- 2025년 8월 11일 홈플러스 전주완산점 개점 20주년
- 2025년 8월 13일 홈플러스 내당점으로 20년만에 폐점
- 2025년 8월 26일 홈플러스 킨텍스점 개점 15주년
- 2025년 9월 1일 홈플러스 안산선부점으로 20년만에 폐점
- 2025년 9월 8일 홈플러스 강서점 개점 20주년
- 2025년 9월 13일 홈플러스 광양점 개점 20주년
- 2025년 10월 1일 홈플러스 서울남현점 개점 12주년
- 2025년 10월 14일 홈플러스 대구수성점 개점 15주년
- 2025년 11월 21일 홈플러스 서울상봉점 개점 12주년
- 2025년 12월 9일 홈플러스 화성동탄점 개점 15주년
- 2025년 12월 11일 홈플러스 구미점 개점 20주년
- 2025년 12월 17일 홈플러스 경기하남점, 거제점 개점 15주년
- 2026년 1월 5일 홈플러스 서귀포점 개점 20주년
- 2026년 1월 13일 홈플러스 부산정관점 개점 15주년
- 2026년 1월 19일 홈플러스 마산점 개점 20주년
- 2026년 1월 21일 홈플러스 병점점 개점 20주년
- 2026년 3월 17일 홈플러스 화성향남점 개점 15주년
- 2026년 5월 11일 홈플러스 동청주점 개점 20주년
- 2026년 7월 20일 홈플러스 부산감만점 개점 20주년
- 2026년 7월 22일 홈플러스 밀양점 개점 20주년
- 2026년 7월 30일 홈플러스 김제점 개점 20주년
- 2026년 8월 홈플러스 전주효자점 개점 15주년
- 2026년 8월 25일 홈플러스 삼척점 개점 20주년
- 2026년 8월 31일 홈플러스 신내점 개점 20주년
- 2026년 10월 홈플러스 익산점 개점 20주년
- 2026년 10월 17일 홈플러스 동래점 개점 20주년
- 2026년 11월 6일 홈플러스 일산점 개점 30주년
- 2026년 11월 16일 홈플러스 세종점 개점 12주년
- 2026년 12월 17일 홈플러스 파주운정점 개점 10주년

## 영업시간 안내
- 경주점 - 09:00 ~ 24:00 (15시간)
- 중계점, 가좌점, 계산점, 인천숭의점, 고양터미널점, 일산점, 킨텍스점, 부천소사점, 부천여월점, 분당오리점, 서수원점, 원천점, 병점점, 송탄점, 시화점, 진접점, 파주문산점, 평택안중점, 포천송우점, 강릉점, 삼척점, 조치원점, 천안점, 계룡점, 논산점, 보령점, 동청주점, 오창점, 청주성안점, 부산감만점, 부산반여점, 부산정관점, 장림점, 울산동구점, 울산북구점, 마산점, 진해점, 밀양점, 삼천포점, 동촌점, 상인점, 포항점, 죽도점, 경산점, 구미점, 문경점, 영주점, 광양점, 목포점, 순천점, 순천풍덕점, 전주점, 김제점, 익산점 - 10:00 ~ 22:00 (12시간)
- 인천연수점, 김포점, 안산고잔점, 서부산점, 영도점, 창원점, 진주점, 안동점, 서귀포점 - 10:00 ~ 23:00 (13시간)
- 가양점, 강동점, 강서점, 금천점, 동대문점, 면목점, 방학점, 서울남현점, 서울상봉점, 시흥점, 신내점, 신도림점, 영등포점, 월곡점, 월드컵점, 잠실점, 합정점, 간석점, 구월점, 인천논현점, 인천송도점, 인천청라점, 인하점, 작전점, 경기하남점, 김포풍무점, 동수원점, 북수원점, 영통점, 부천상동점, 야탑점, 평촌점, 의정부점, 오산점, 파주운정점, 화성동탄점, 화성향남점, 춘천점, 원주점, 대전가오점, 문화점, 유성점, 세종점, 천안신방점, 청주점, 동래점, 센텀시티점, 아시아드점, 울산남구점, 울산점, 김해점, 거제점, 남대구점, 대구수성점, 성서점, 칠곡점, 광주하남점, 동광주점, 전주완산점, 전주효자점 - 10:00 ~ 24:00 (14시간)

## 휴무일 안내
- 둘째주, 넷째주 월요일 - 논산점, 동래점, 부산감만점, 부산반여점, 부산정관점, 서부산점, 센텀시티점, 아시아드점, 영도점, 장림점, 남대구점, 대구수성점, 동촌점, 상인점, 성서점, 칠곡점, 영주점
- 둘째주, 넷째주 수요일 - 동대문점, 서울남현점, 경기하남점, 고양터미널점, 김포점, 김포풍무점, 오산점, 의정부점, 일산점, 진접점, 킨텍스점, 파주문산점, 파주운정점, 평촌점, 포천송우점, 강릉점, 삼척점, 원주점, 계룡점, 보령점, 동청주점, 오창점, 청주성안점, 청주점, 경산점, 구미점, 문경점, 안동점
- 둘째주, 넷째주 일요일 - 가양점, 강동점, 강서점, 금천점, 면목점, 방학점, 서울상봉점, 시흥점, 신내점, 신도림점, 영등포점, 월곡점, 월드컵점, 잠실점, 중계점, 합정점, 가좌점, 간석점, 계산점, 구월점, 동수원점, 병점점, 부천소사점, 부천여월점, 북수원점, 분당오리점, 서수원점, 송탄점, 시화점, 야턉점, 영통점, 원천점, 인천논현점, 인천송도점, 인천숭의점, 인천연수점, 인천청라점, 인하점, 작전점, 평택안중점, 화성동탄점, 화성향남점, 춘천점, 대전가오점, 문화점, 유성점, 세종점, 조치원점, 천안신방점, 천안점, 울산동구점, 거제점, 김해점, 마산점, 밀양점, 삼천포점, 진주점, 진해점, 창원점, 경주점, 죽도점, 포항점, 광주하남점, 동광주점, 광양점, 목포점, 순천점, 순천풍덕점, 김제점, 익산점, 전주완산점, 전주점, 전주효자점
- 둘째주 수요일, 넷째주 일요일 - 울산남구점, 울산북구점, 울산점
- 둘째주 금요일, 넷째주 토요일 - 서귀포점
- 매월 10일, 넷째주 일요일 - 안산고잔점

## 대형마트
※ 대표 전화번호가 '2080'으로 끝나는 경우 구 홈에버(구 까르푸) 점포이다. 신점포는 8000번대이다. 홈플러스스토어로 되어 있으면 구 홈에버(구 까르푸)이며 신점포는 홈플러스주식회사로 영수증에 나온다. 단, 몽블랑제는 홈플러스의 빵집이다.
2025년 현재 기준이다.
◇폐점(영업종료) 예정 점포

### 수도권
서울특별시
- 중랑구 - 면목점 (사가정로 332)[8], 서울상봉점 (망우로 353), 신내점 (신내로 201)
- 도봉구 - 방학점◇ (도봉로 678)
- 성북구 - 월곡점 (화랑로 76)
- 마포구 - 월드컵점 (월드컵로 240)
- 노원구 - 중계점 (동일로204가길 12)
- 마포구 - 합정점 (양화로 45)
- 강동구 - 강동점◇ (양재대로 1571)
- 강서구 - 강서점 (화곡로 398)[9]
- 금천구 - 금천점◇ (시흥대로 391)
- 구로구 - 신도림점 (경인로 661)
- 영등포구 - 영등포점 (당산로 42)
- 송파구 - 잠실점◇ (올림픽로35가길 16)

인천광역시
- 미추홀구 - 인천숭의점 (석정로 51), 인하점 (소성로 6)
- 연수구 - 송도점 (송도국제대로 165)
- 남동구 - 인천논현점 (청능대로 596)[10], 간석점 (경원대로 971)[11], 구월점 (예술로 198)
- 계양구 - 계산점 (오조산공원로 14), 작전점◇ (계양대로 27)
- 서구 - 가좌점 (가정로151번길 11)

경기도
- 수원시 - 동수원점◇ (팔달구 효원로 257), 북수원점 (장안구 경수대로 930)[12], 서수원점 (권선구 금곡로 236), 수원영통점◇ (영통구 봉영로 1576), 원천점 (영통구 중부대로 437)
- 고양시 - 고양터미널점 (일산동구 중앙로 1036)[13], 일산점 (일산동구 중앙로1275번길 64), 킨텍스점 (일산서구 호수로 817)
- 안양시 - 평촌점 (동안구 동안로 162)
- 성남시 - 야탑점 (분당구 성남대로925번길 16)
- 파주시 - 파주문산점 (문산읍 방촌로 1759), 파주운정점 (청암로17번길 17)
- 평택시 - 송탄점 (경기대로 1103)[14], 평택안중점 (안중읍 서동대로 1489)
- 화성시 - 병점점 (경기대로 985)[15], 향남점 (향남읍 향남로 402)
- 하남시 - 경기하남점 (하남대로 747)
- 오산시 - 오산점 (청학로 238)
- 의정부시 - 의정부점 (청사로 38)
- 남양주시 - 진접점 (진접읍 금강로 1447)
- 포천시 - 송우점 (소흘읍 솔모루로 9)
- 부천시 - 부천소사점 (경인로 532), 부천여월점 (소사로 663)

### 지방권
강원특별자치도
- 춘천시 - 춘천점 (김유정로 1840)
- 원주시 - 원주점 (치악로 1489)
- 강릉시 - 강릉점 (경강로 2120)[16]
- 삼척시 - 삼척점 (중앙로 258)

대전광역시
- 유성구 - 유성점 (한밭대로 502)
- 동구 - 가오점 (은어송로 72)
- 중구 - 문화점 (계백로 1690)

세종특별자치시
- 세종점 (절재로 154)
- 조치원읍 - 조치원점◇ (허만석로 60)

충청남도
- 천안시 - 천안점◇ (동남구 천안대로 574)
- 계룡시 - 계룡점 (계룡대로 304)
- 논산시 - 논산점 (시민로 187)
- 보령시 - 보령점 (명암1길 17)

충청북도
- 청주시 - 청주점 (흥덕구 서부로 1291), 동청주점◇ (청원구 충청대로 114), 오창점 (청원구 오창읍 중심상업1로 8-11)

부산광역시
- 해운대구 - 반여점◇ (선수촌로21번길 37), 센텀시티점◇ (센텀동로 6)
- 연제구 - 아시아드점 (종합운동장로 7)
- 남구 - 감만점 (우암로 124)
- 동래구 - 동래점 (중앙대로 1523)[17]
- 사하구 - 장림점 (다대로 225)
- 영도구 - 영도점 (대교로14번길 57)
- 기장군 - 정관점 (정관읍 정관5로 50)

울산광역시
- 북구 - 울산북구점 (북구 신답로 26)
- 동구 - 울산동구점 (동구 방어진순환도로 637)
- 남구 - 울산남구점 (남구 수암로 148)
- 중구 - 울산점 (중구 번영로 475)

경상남도
- 창원시 - 창원점 (의창구 창원대로 415), 진해점 (진해구 충장로 356), 마산점 (마산회원구 삼호로 56)[18]
- 거제시 - 거제점 (장평로 12)
- 김해시 - 김해점 (김해대로 2078)[19]
- 밀양시 - 밀양점 (점필재로 45)
- 사천시 - 삼천포점◇ (중앙로 165)
- 진주시 - 진주점◇ (대신로 304)
- 거창군 - 거창점 (미정)

대구광역시
- 남구 - 남대구점 (대명로 116)
- 수성구 - 대구수성점 (동대구로 95)
- 동구 - 동촌점 (동촌로 127)
- 달서구 - 성서점 (달구벌대로 1467)
- 북구 - 칠곡점 (동암로12길 8)

경상북도
- 포항시 - 포항점 (남구 중흥로 77), 죽도점◇ (북구 중흥로 328)[20]
- 경산시 - 경산점 (경안로 288)
- 경주시 - 경주점 (공단로 97)
- 구미시 - 구미점 (구미대로 174)[21]
- 문경시 - 문경점 (모전로 65)
- 안동시 - 안동점 (경동로 656)
- 영주시 - 영주점 (대학로 29)

광주광역시
- 북구 - 동광주점 (동문대로 200)
- 광산구 - 광주하남점 (용아로 390)

전라남도
- 목포시 - 목포점 (영산로 313)
- 순천시 - 순천점 (신월큰길 10)
- 광양시 - 광양점 (항만11로 70)[22]

전북특별자치도
- 전주시 - 전주완산점 (완산구 기린대로 170)

제주특별자치도
- 서귀포시 - 서귀포점 (중앙로 180)

### 폐점된 점포
2008년
- 12월 11일 상주점
- 12월 11일 칠곡IC점

2010년
- 5월 30일 부산서면점(1기)[23] (1999년~)

2018년
- 10월 14일 부천중동점 (1996년~)
- 8월 12일 동김해점 (2005년~)

2021년
- 2월 28일 대전탄방점 (1996년~)
- 7월 1일 대구스타티움점 (2011년~)
- 11월 13일 안산점 (2000년~)

2022년
- 6월 10일 부산가야점 (2002년~)

2023년
- 5월 24일 부산연산점 (2012년~)

2024년
- 2월 15일 부산서면점(2기)[23] (1999년~)
- 8월 19일 서대전점 (2008년~)
- 9월 1일 안양점 (1999년~)
- 12월 7일 광주계림점 (2007년~)

2025년
- 8월 1일 부천상동점 (2003년~)
- 8월 13일 내당점 (2005년~)
- 9월 1일 안산선부점 (2005년~)

### 홈플러스 스페셜 전환 점포
2018년
- 6월 27일 대구점 (1997년~)
- 6월 28일 서부산점 (1999년~)
- 7월 12일 목동점 (2001년~)
- 7월 13일 동대전점 (2002년~)
- 7월 26일 안산고잔점 (2002년~)
- 8월 22일 가양점 (2000년~)
- 8월 23일 시화점 (2004년~)
- 8월 29일 동대문점 (2003년~)
- 8월 30일 청주성안점 (2002년~)
- 9월 6일 상인점 (2007년~)
- 10월 18일 분당오리점 (1999년~)
- 10월 24일 순천풍덕점 (2000년~)
- 11월 16일 전주완산점 (2005년~)
- 11월 29일 광주하남점 (2007년~)
- 11월 30일 인천연수점 (2012년~)
- 12월 20일 시흥점 (2001년~)

2019년
- 9월 3일 화성동탄점 (2010년~)
- 9월 5일 해운대점 (2000년~)

## 홈플러스 스페셜 (창고형할인점)

### 현재 중인 점포
| 지역           | 점포 수 (17개) | 점포명 (소재지) |
| -------------- | -------------- | --- |
| 서울특별시     | 4개            | 가양점 (강서구 양천로 431), 동대문점 (동대문구 천호대로 133), 시흥점 (금천구 시흥대로 201), 서울남현점 (관악구 과천대로 909)                               |
| 부산광역시     | 2개            | 서부산점 (사상구 광장로 7), 해운대점 (해운대구 해운대해변로 140)                                                                                           |
| 대구광역시     | 1개            | 상인점 (달서구 월배로 183) |
| 광주광역시     | 1개            | 광주하남점 (광산구 용아로 390) |
| 인천광역시     | 2개            | 인천연수점 (연수구 청능대로 210), 인천청라점(개점유보) (서구 중봉대로 587)                                                                                 |
| 경기도         | 4개            | 시화점 (시흥시 희망공원로 269), 안산고잔점 (안산시 단원구 광덕대로 175), 분당오리점 (성남시 분당구 탄천상로151번길 20), 화성동탄점 (화성시 동탄중앙로 200) |
| 충청북도       | 1개            | 청주성안점 (상당구 사직대로 346) |
| 전라남도       | 1개            | 순천풍덕점 (순천시 팔마로 222) |
| 전북특별자치도 | 1개            | 전주완산점 (전주시 완산구 기린대로 170) |

### 폐점된 점포
2021년
- 12월 24일 대구점 (2018년~)

2022년
- 10월 15일 동대전점 (2018년~)

2023년
- 9월 23일 해운대점 (2019년~)

2024년
- 6월 1일 목동점 (2018년~)

## 대한민국의 홈플러스
- 대한민국의 다른 대형할인점 매장들이 인구가 더 밀집된 수도권 지역을 중심으로 사업 영역을 확장시켜 나간 데 비해, 홈플러스는 최초의 매장을 대구광역시 북구 칠성동에 내는 등 사업 초기에는 수도권보다 영남권에 집중[28] 적으로 매장을 개설하였다. 이로 인하여 수도권에서 많은 매장을 출점한 이마트와 점포 중복을 피할 수 있어 초기에 영남권에서 우세를 점한 것이 성공의 한 요인이 되고 있다. 그러나 수도권 매장이 적은 관계로 인지도가 낮은 약점을 타파하기 위해[29], 2000년대 중반 이후 수도권 지역에도 적극적인 출점을 하였고, 2008년 5월 이랜드의 홈에버(구 까르푸)를 인수하면서 수도권에서도 인지도를 더욱 높였다.

- 한편 홈플러스 운영 초기, 대한민국에서 운영되고 있는 홈플러스는 테스코가 진출해 있는 국가들 중 연면적 대비 점포수가 가장 적고(점포당 면적이 넓음), 타 국가의 테스코들과 비교해 매출이 가장 많았다.[30] 타 국가들과 이런 실적의 차이를 보이게 된 것에는 본래 테스코라는 브랜드가 SSM 형태의 업체였다는 것에서 출발하는데, 대한민국에서는 삼성물산과 합작하여 대형 할인점 홈플러스의 형태로 출점을 시작하게 된 것과는 달리 타 국가(일본, 대만, 인도네시아 등)에서는 영국 테스코의 영업 형태 그대로 출점을 시작하게 되었다는 것이 가장 큰 차이일 것이다. 결과적으로 한국의 "홈플러스" 브랜드는 이마트에 이어 시장 점유율 2위를 차지하게 되었다. 타 국가의 매장들과는 달리 대한민국의 홈플러스 매장들은 점포당 면적이 넓고 그에 상응하여 매출이 가장 많은 국가가 되었으며, 이러한 좋은 실적을 바탕으로 테스코 본사에서 홈플러스 브랜드를 별도로 벤치마킹해 현재 테스코 홈플러스라는 이름으로 영국 각지에 10여 개의 대형 매장(Super Store)이 영업중이다.[31] 대한민국에서는 이마트에 이어 2위에 머무르는 브랜드이지만, 해외 테스코 경영진들에게 좋은 반응을 얻으며 홈플러스라는 유통 형태와 브랜드가 해외로 역수출된 현상은 상당히 특이한 사례였다. 그러나 대한민국의 홈플러스도 2000년대 중반 이후 적극적으로 SSM 형태의 매장을 늘리면서 점포당 면적과 점포당 매출액은 줄어들게 되었다.

- 홈플러스는 할인점에 이어 백화점 사업을 구상하여 추진했지만, 영국 본사와 한국 지사 내부에서 부정적인 견해가 있어 그 계획은 유보된 것으로 알려졌다.[32]

- 2010년 기준 홈플러스 매출 상위 매장은 상암월드컵경기장점(월드컵점), 의정부점, 김해점, 영등포점, 안산점, 간석점, 성서점, 영통점, 북수원점, 아시아드점 순이며, 까르푸의 점포로 출발했다가 홈에버를 거쳐 홈플러스의 인수로 홈플러스 점포가 된 월드컵점은 연 매출 2,450억원으로 1위를 기록하고 있다.[33]

- 일부를 제외한 모든 점포들이 24시간 영업에서 아침 8시~24시(16시간) 영업으로 전환하였다가 정부의 규제에 따라 완전히 아침 8시~24시(16시간) 영업으로 전환하였다.
- 10시부터 영업을 개시하는 점포가 많지만 8, 9시부터 영업을 개시하는 점포도 일부 존재한다.
- 24시까지 영업하는 점포가 많지만 22시 또는 23시까지 영업하는 점포도 일부 존재한다.
- 시계탑은 강릉점, 월드컵점, 야탑점, 안양점, 신도림점, 구월점, 포항점, 서부산점, 익스프레스, 365플러스를 제외한 나머지 지점은 다있다.
- 지역별로 영업 시간에 차이가 있을 수 있다. 예를 들어, 서울에 위치한 점포들은 모두 10시에 영업을 시작하지만 대구에 위치한 점포들은 8시나 9시에 영업을 시작하는 점포가 대다수다.
- 2011년 8월 31일에 이마트에서 SK의 OK캐쉬백이 만료되자, 2012년 3월 22일에 SK에서는 홈플러스와 새로 제휴하여 OK캐쉬백 겸용 적립 카드로 나오고 있다.
- 2011년 9월 1일부터 일부 매장에 OK캐쉬백 쿠폰수거함이 설치되었으며, 2012년 3월 22일부터는 제휴로 인해 홈플러스 전체 매장에 OK캐쉬백 쿠폰수거함이 설치되어 있다.
- 2017년 1월 1일부터는 OK캐쉬백종이쿠폰제 폐지에 따라 수거함을 6월까지 철거하였다.[34]
- 2017년 4월 20일 신한카드와 제휴하여 카드명은 마이홈플러스이고 모든가맹점에서 홈플러스 포인트(OK캐쉬백 동시적립 포함)로 적립을 해준다.
- 2018년 3월 31일 홈플러스 훼밀리카드 멤버스가 종료되었다.
- 2018년 6월 27일 대형마트를 더한 창고형 할인점 홈플러스 스페셜 1호점 (대구점) 오픈하였다. 일반지점은 외벽이 파란색, 스페셜지점은 빨간색이다.

## 유통업체 발주 상품(PB)
일부 품목들은 홈플러스가 브랜드를 만들고 하청 주문을 넣어 다른 회사가 생산한 다음 홈플러스의 상표를 붙여 판다. 이 제품은 타사에서 제작하는 같은 품목의 제품들에 비해 절반이나 그 이상으로 싼 가격에 판매한다. 홈플러스가 이름 붙여 파는 상품은 음료류, 과자류, 면류, 주방 용품, 생활 용품, 공산품이 있다.

## 홈플러스 모바일
2013년에 처음 나왔으며 KT의 망을 임대해서 쓰다가 2014년에 LG유플러스의 임대망까지 확보하였으나 2015년 6월 1일에 철수했다.
데이터 무제한 서비스를 제공하지 않고, KT 혹은 LG 유플러스 임대망의 쓰는 상품만 다룬다. 또한 통신 서비스에 따라 현장에서 진행하는 회원 가입 서비스를 진행하지 않는 것을 볼 수 있는데, 이럴 경우 지점 운영상의 문제인지 확인해야 한다.

## 사진

쇼핑카트의 모습
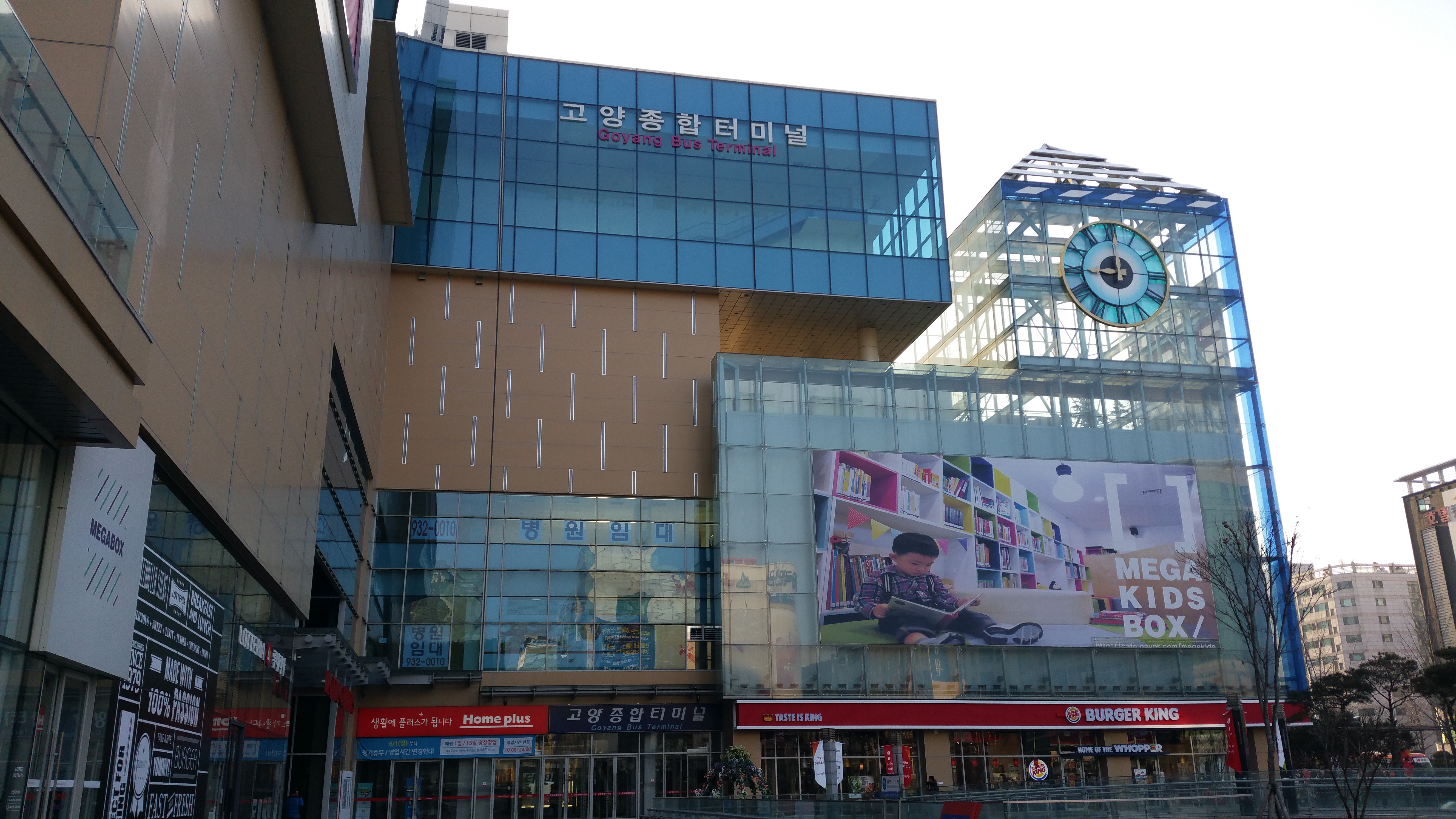
경기도 고양시 일산동구에 있는 고양버스터미널
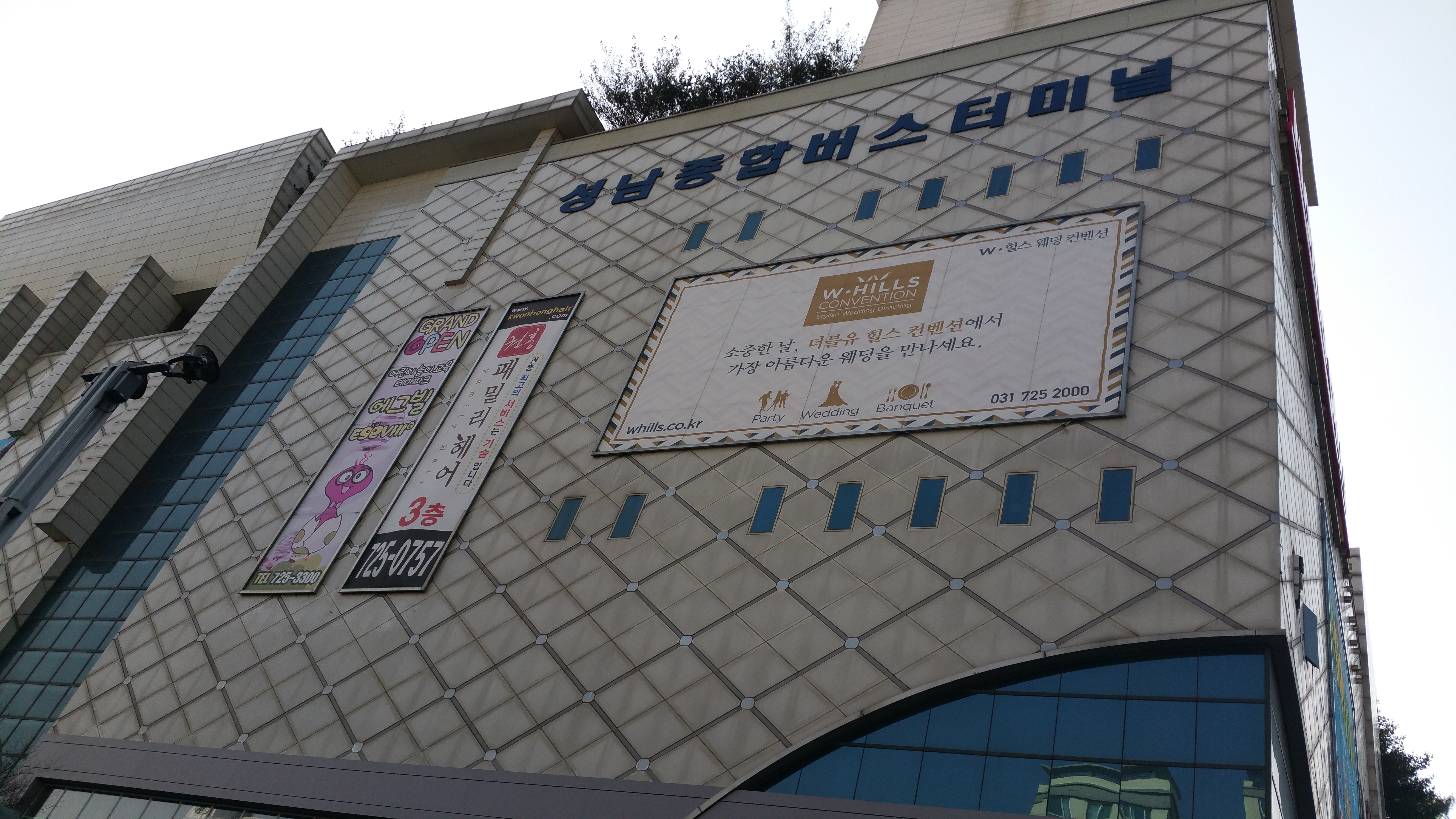
성남종합터미널(구.까르푸/홈에버)
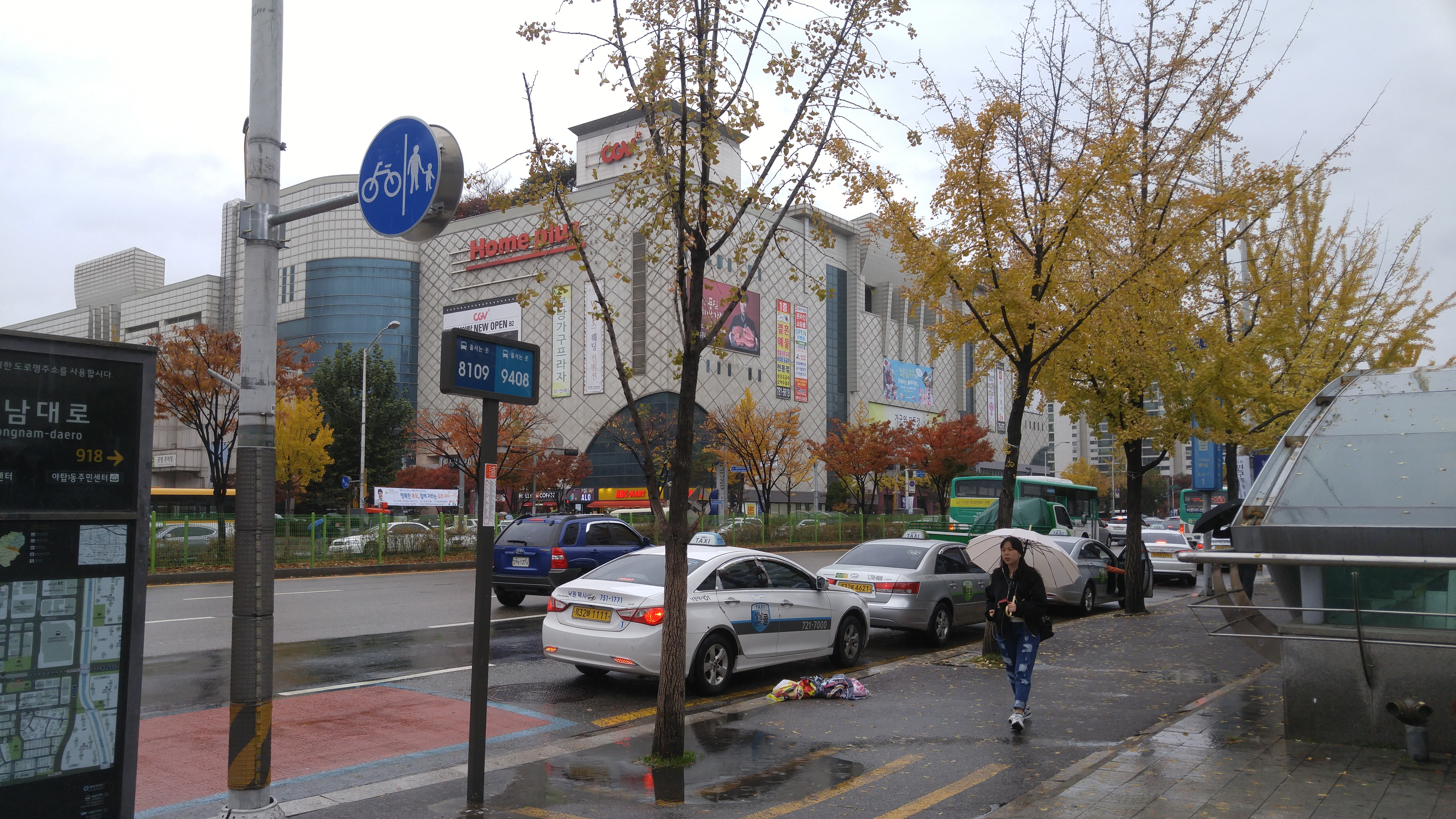
홈플러스 야탑점(성남종합터미널)
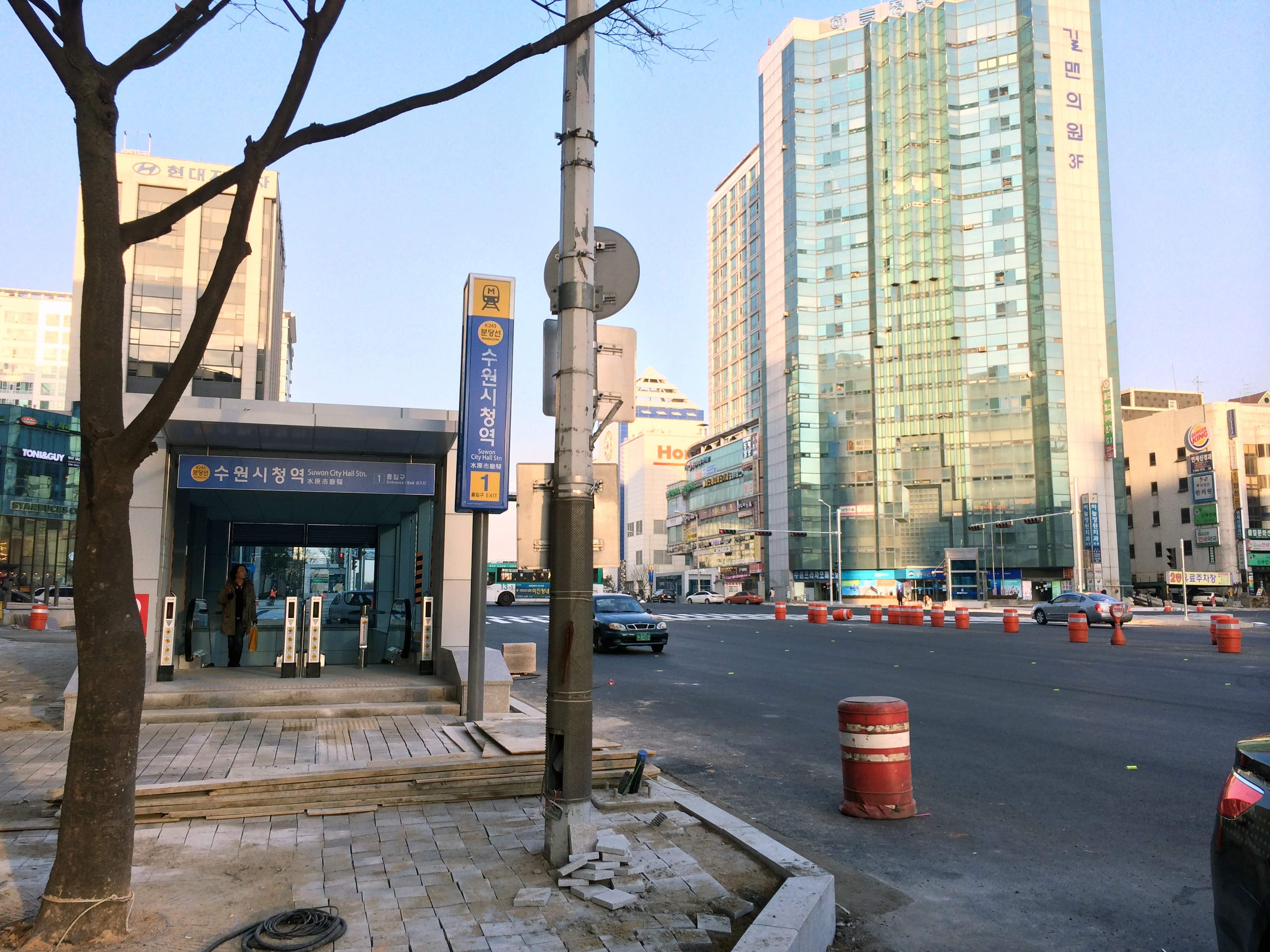
수원시청역 1번 출구 가운데쪽이 동수원점이다.
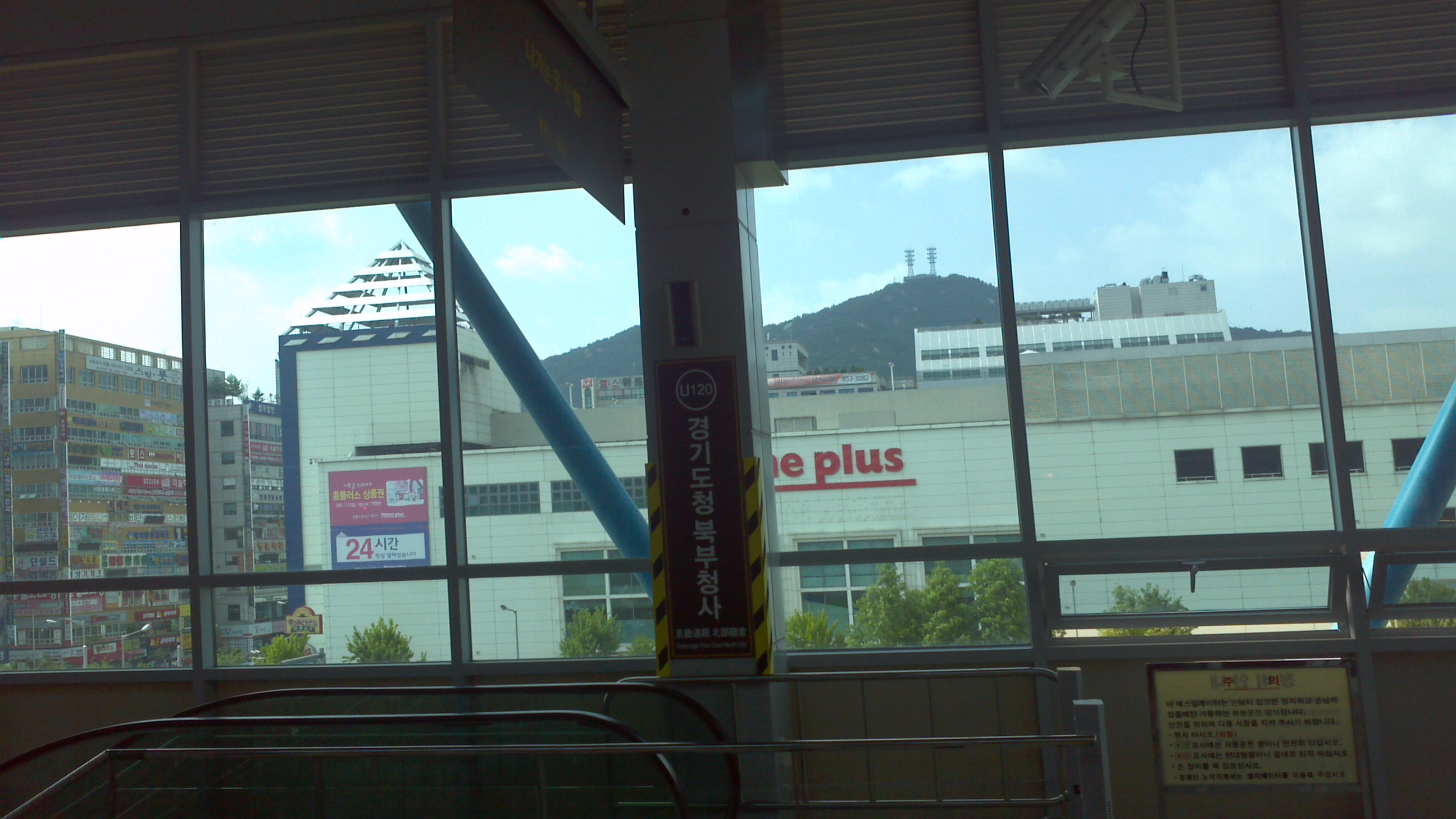
경기도청북부청사역(의정부점)모습
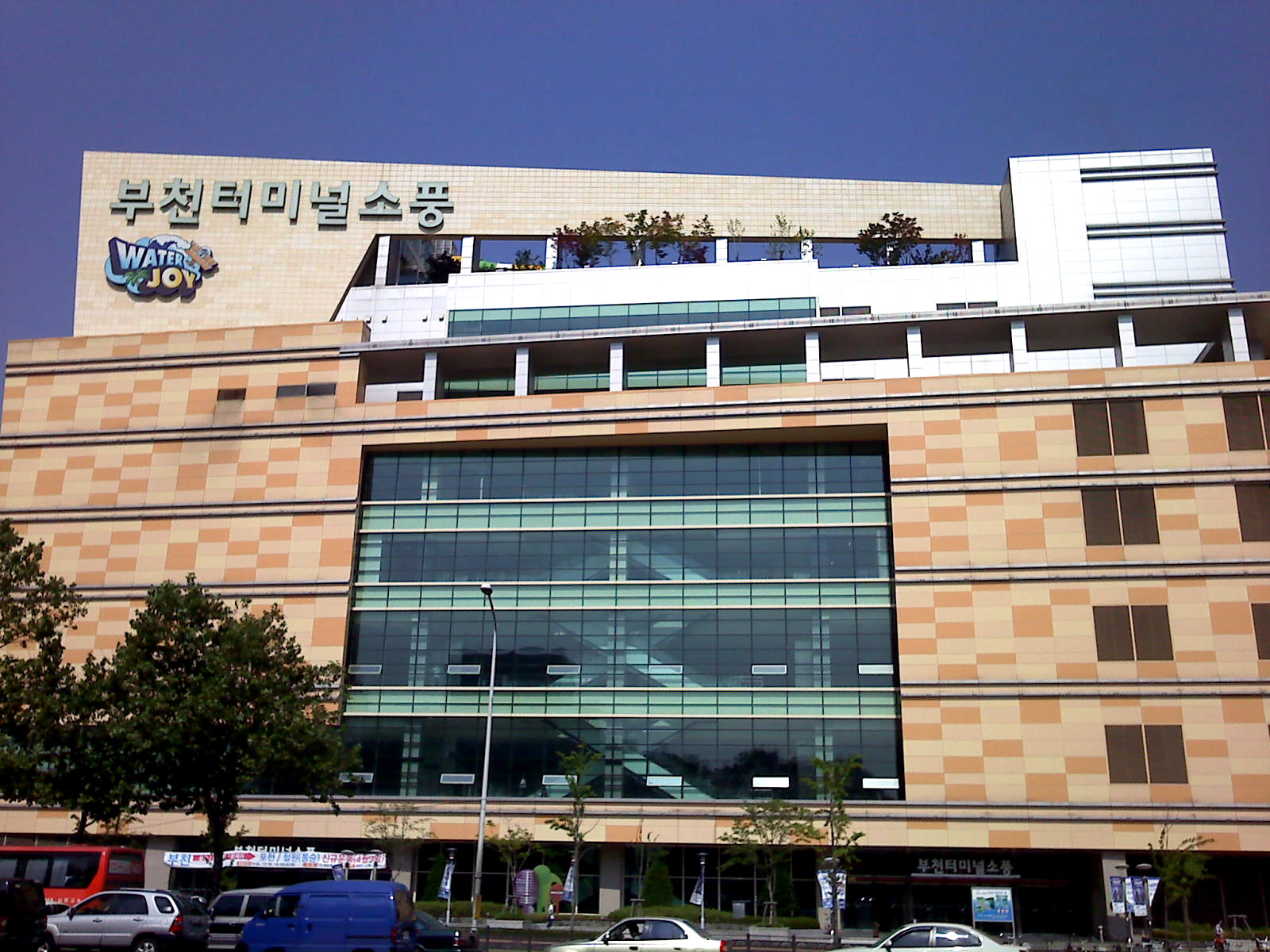
소풍터미널 (바로옆이 상동점이다.)
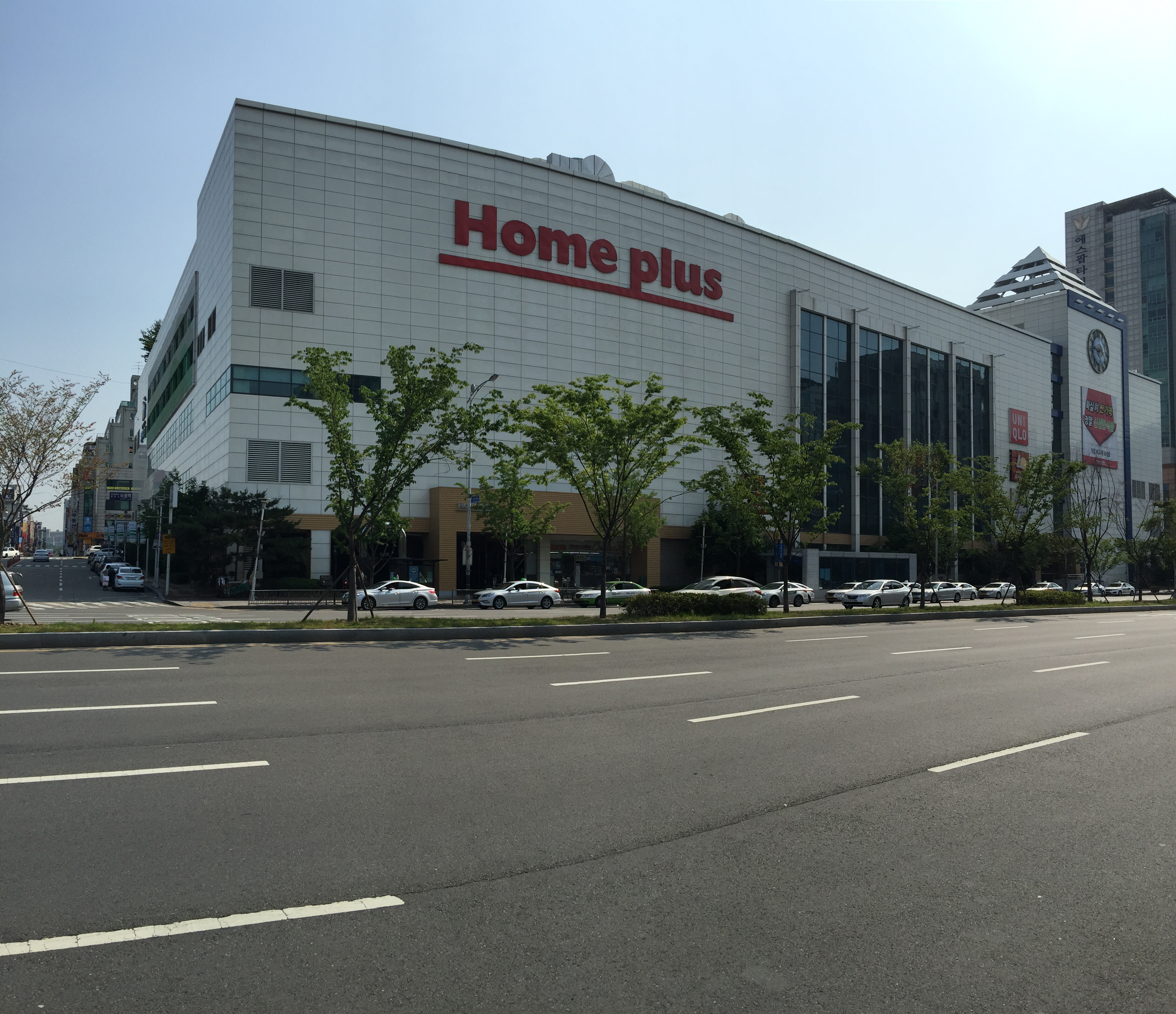
홈플러스 동수원점
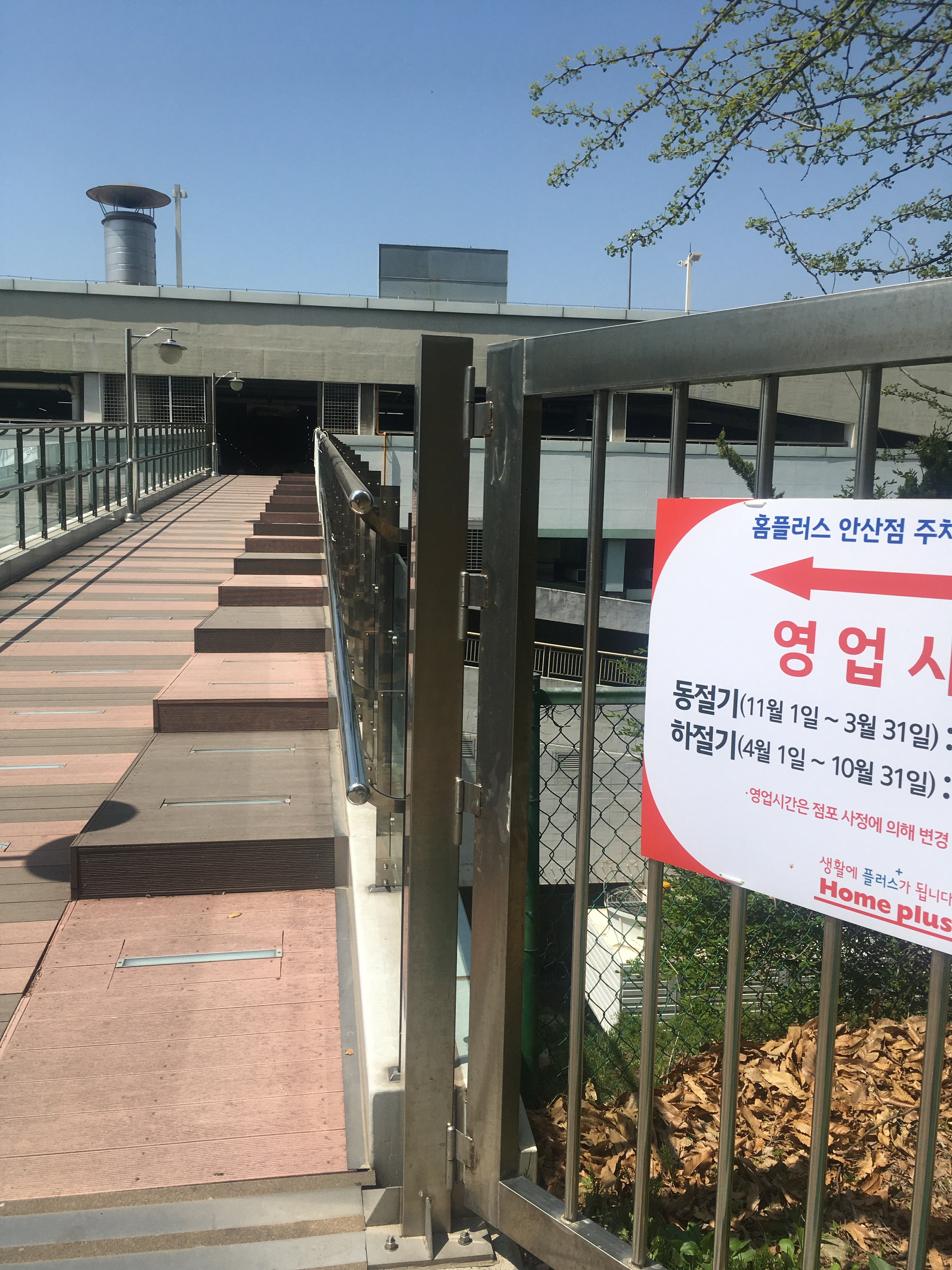
홈플러스 안산점 주차장입구
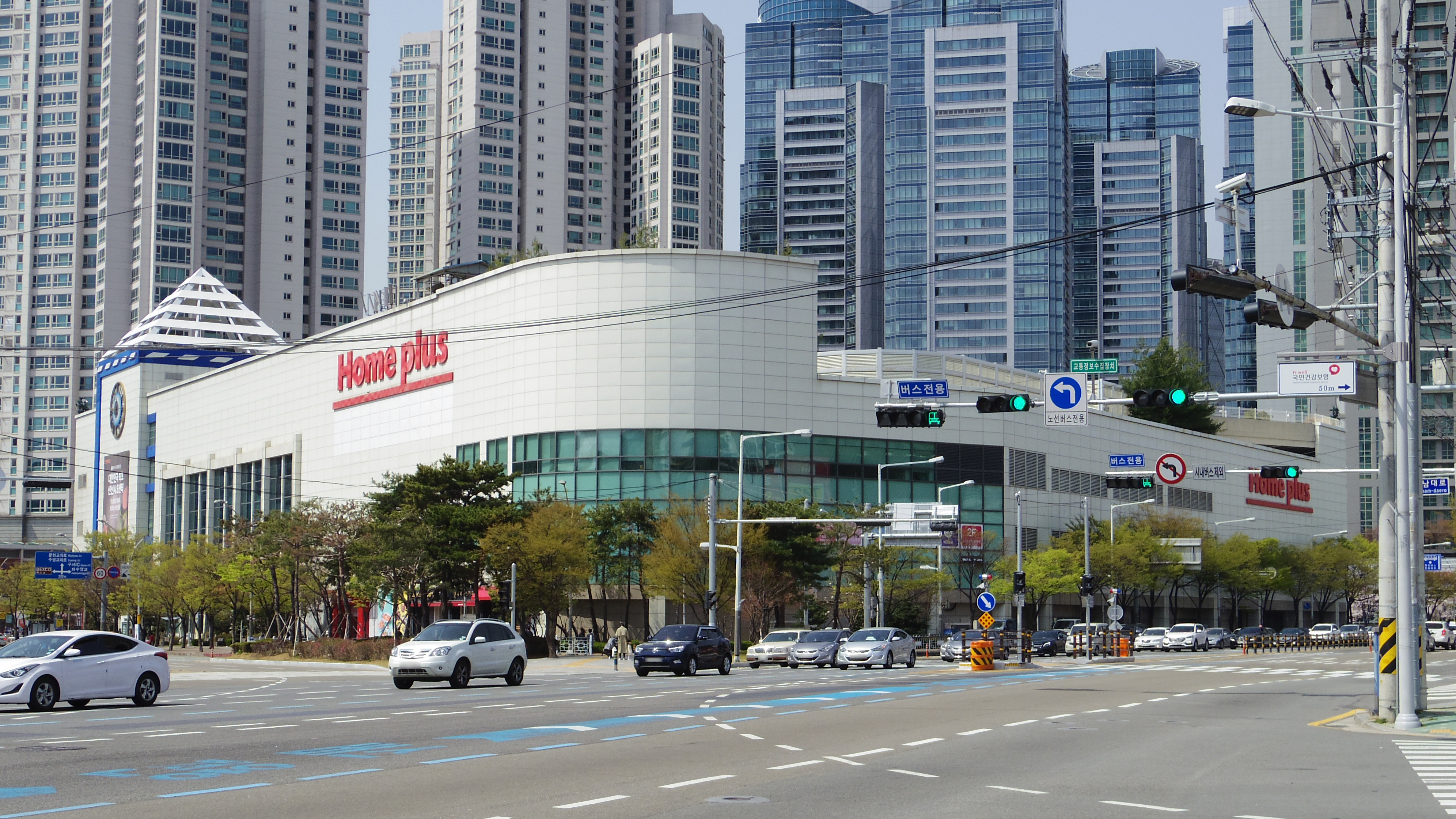
홈플러스 해운대센텀시티점
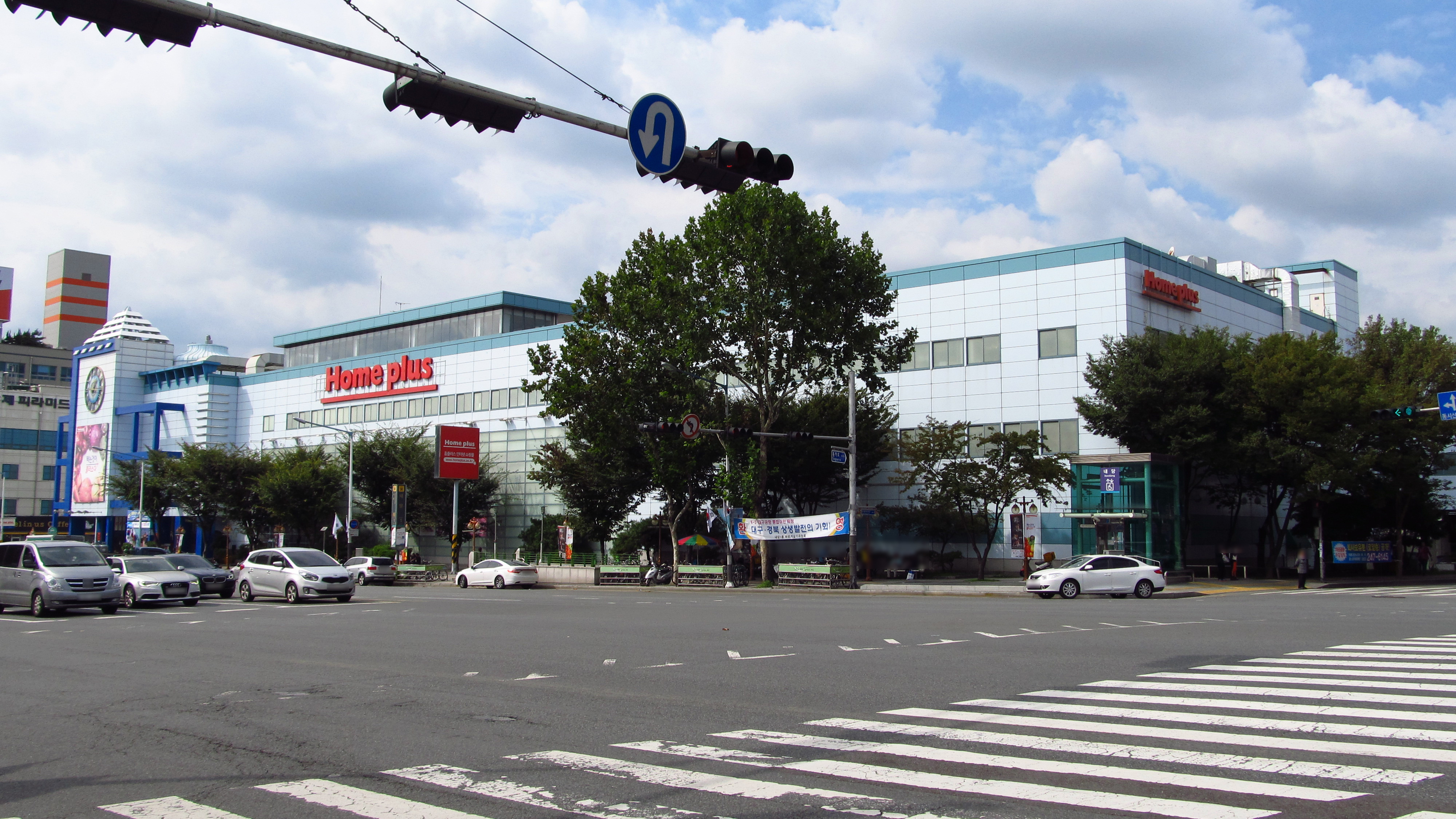
홈플러스 대구내당점
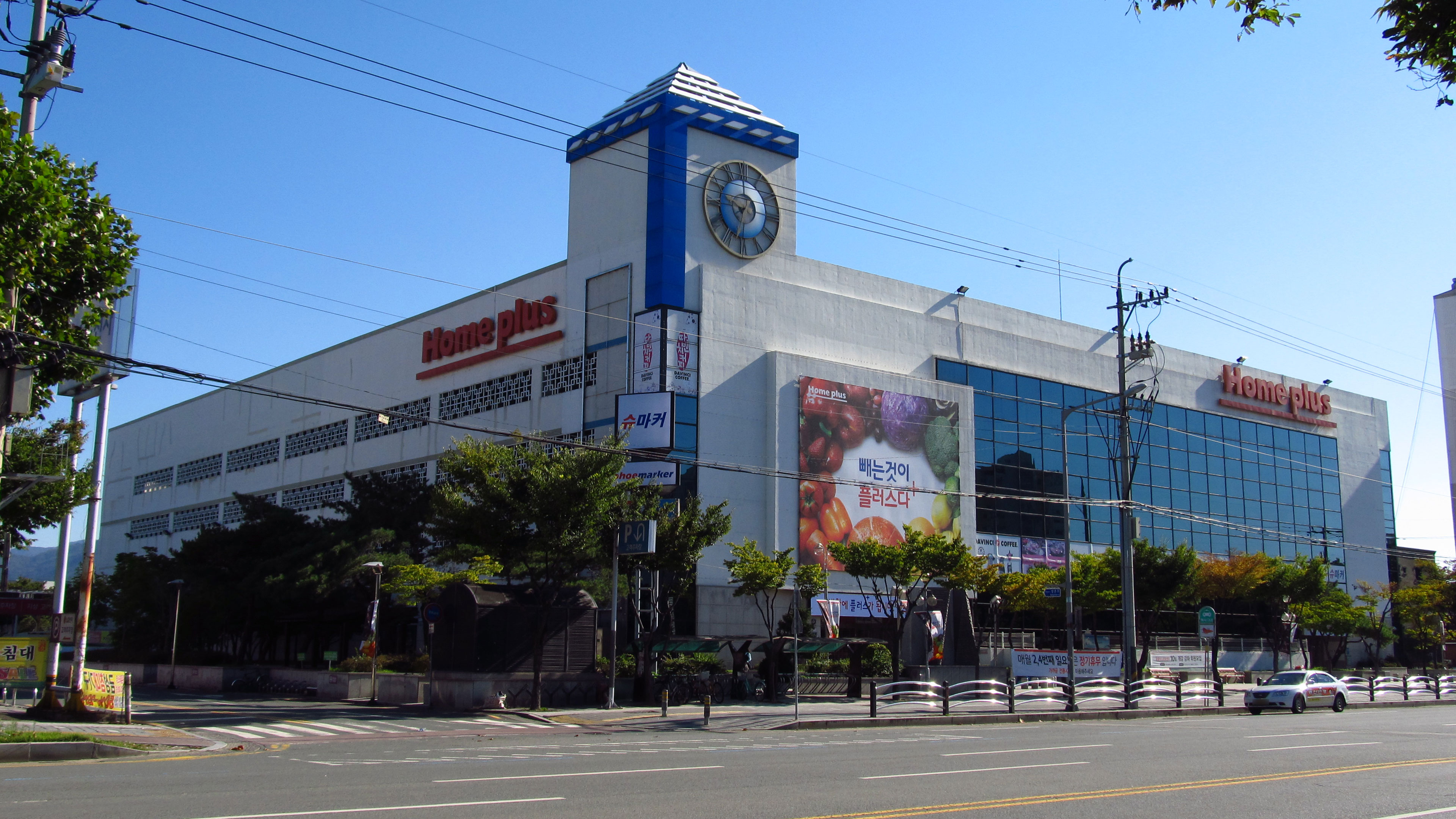
홈플러스 동촌점
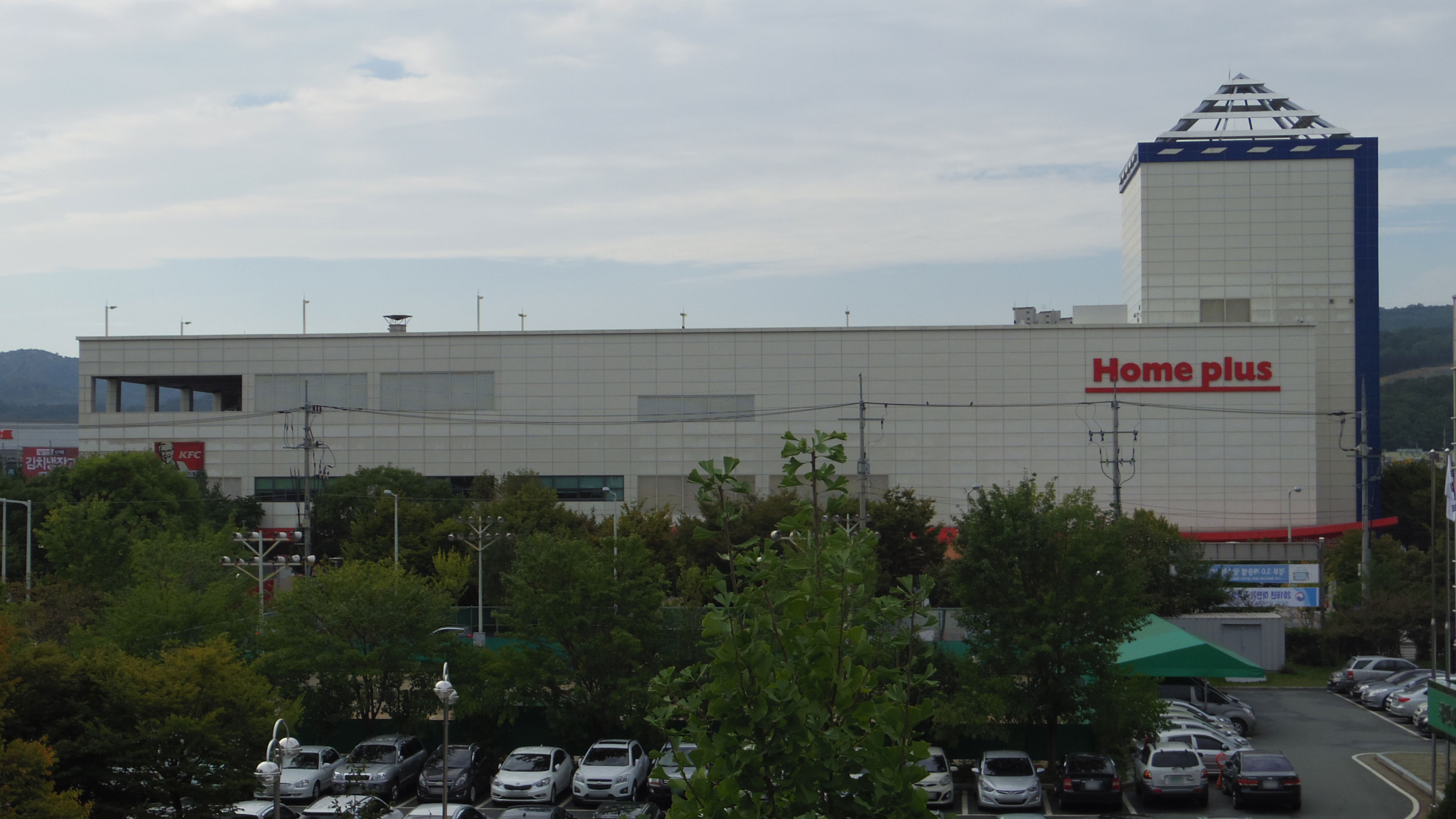
홈플러스 칠곡점
홈플러스 포항점
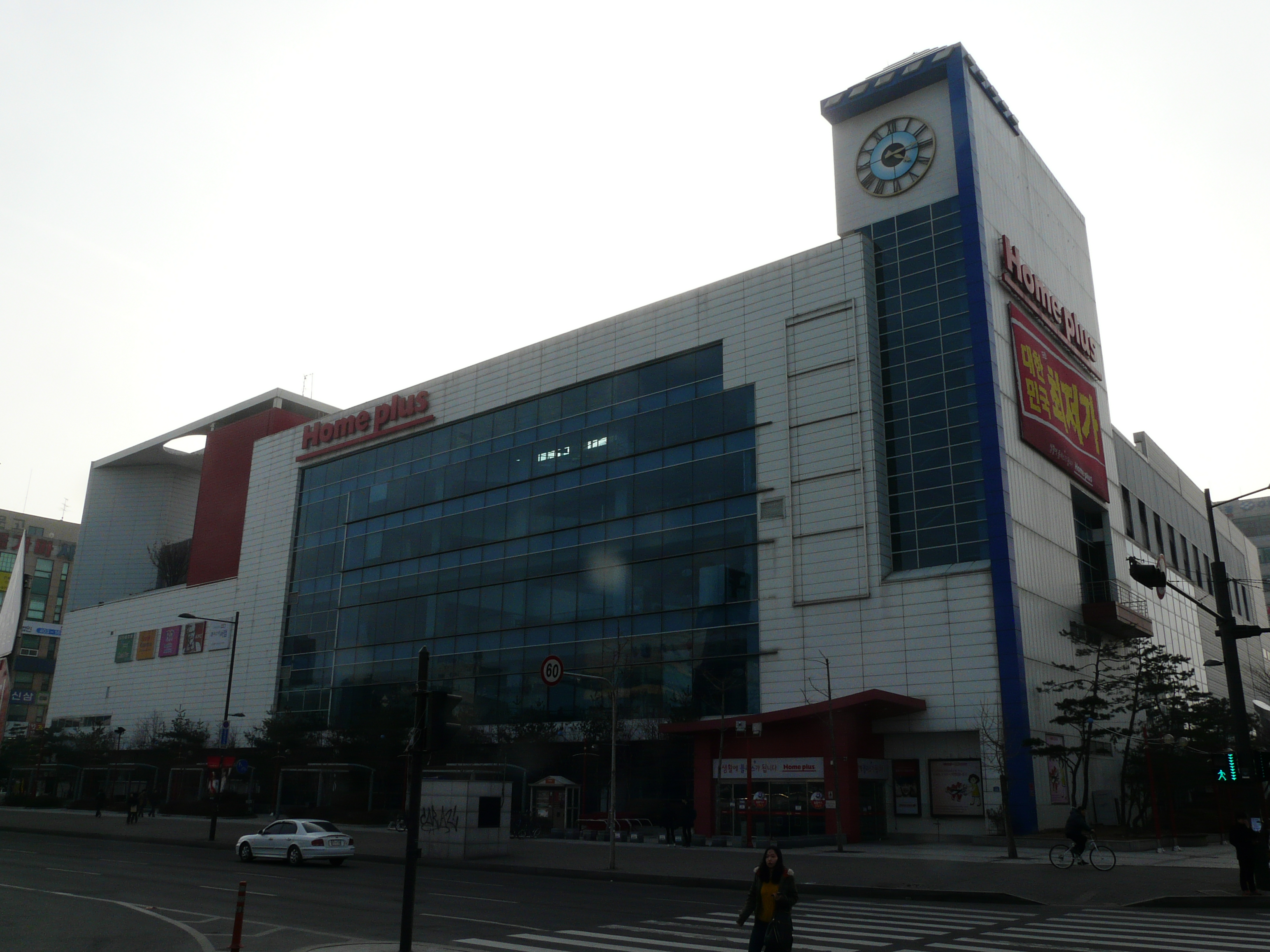
홈플러스안산점
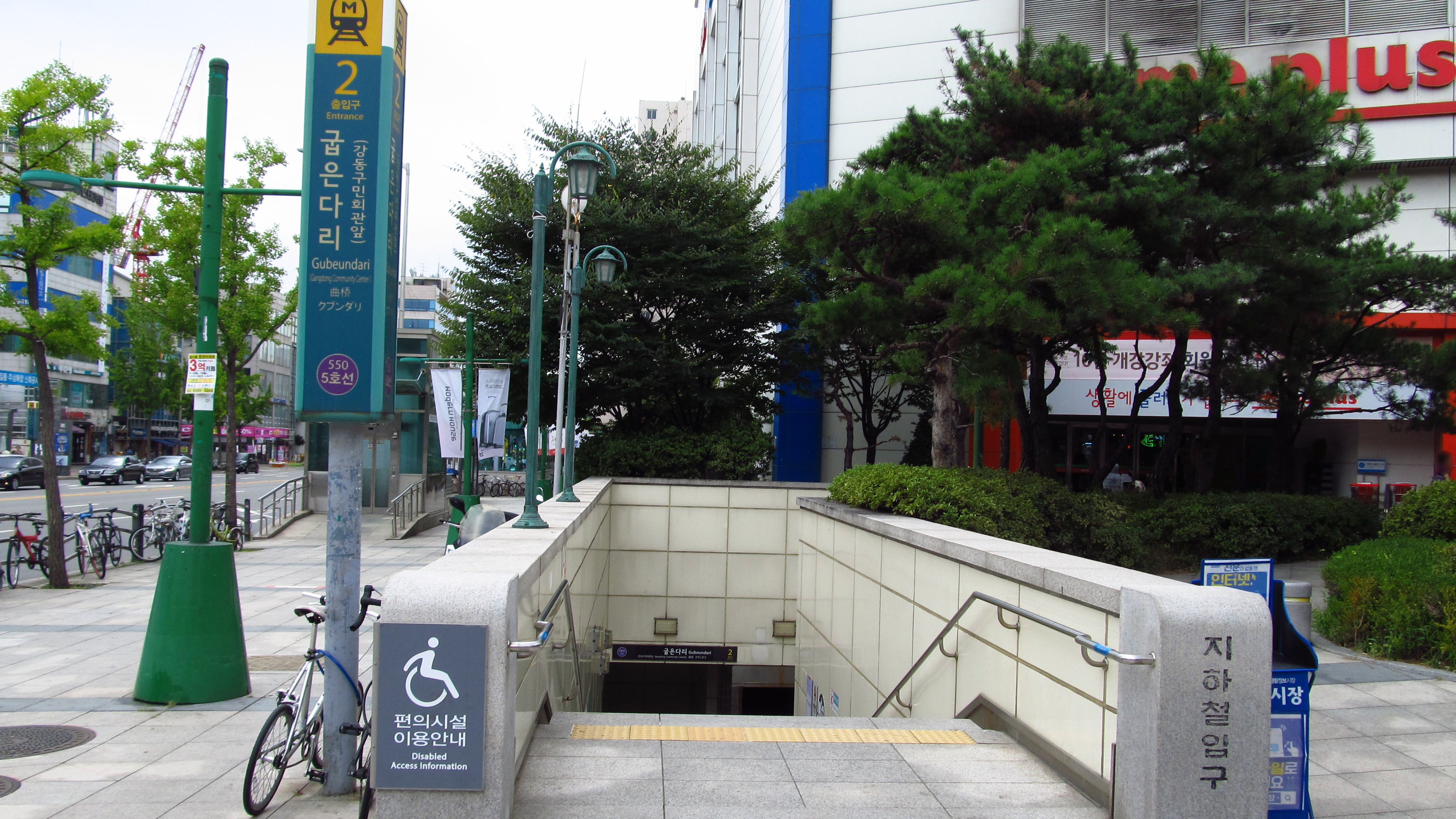
홈플러스 강동점
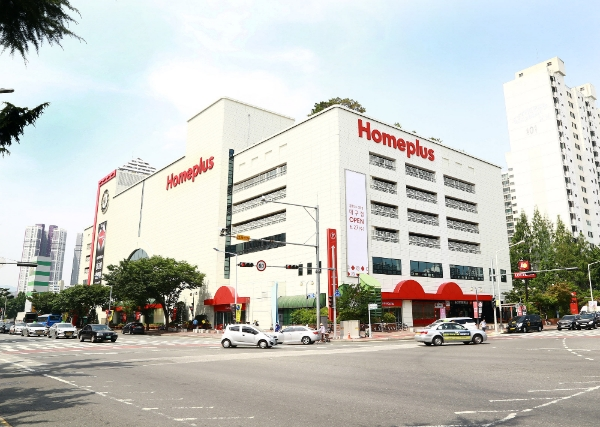
홈플러스스페셜 대구점(폐점)
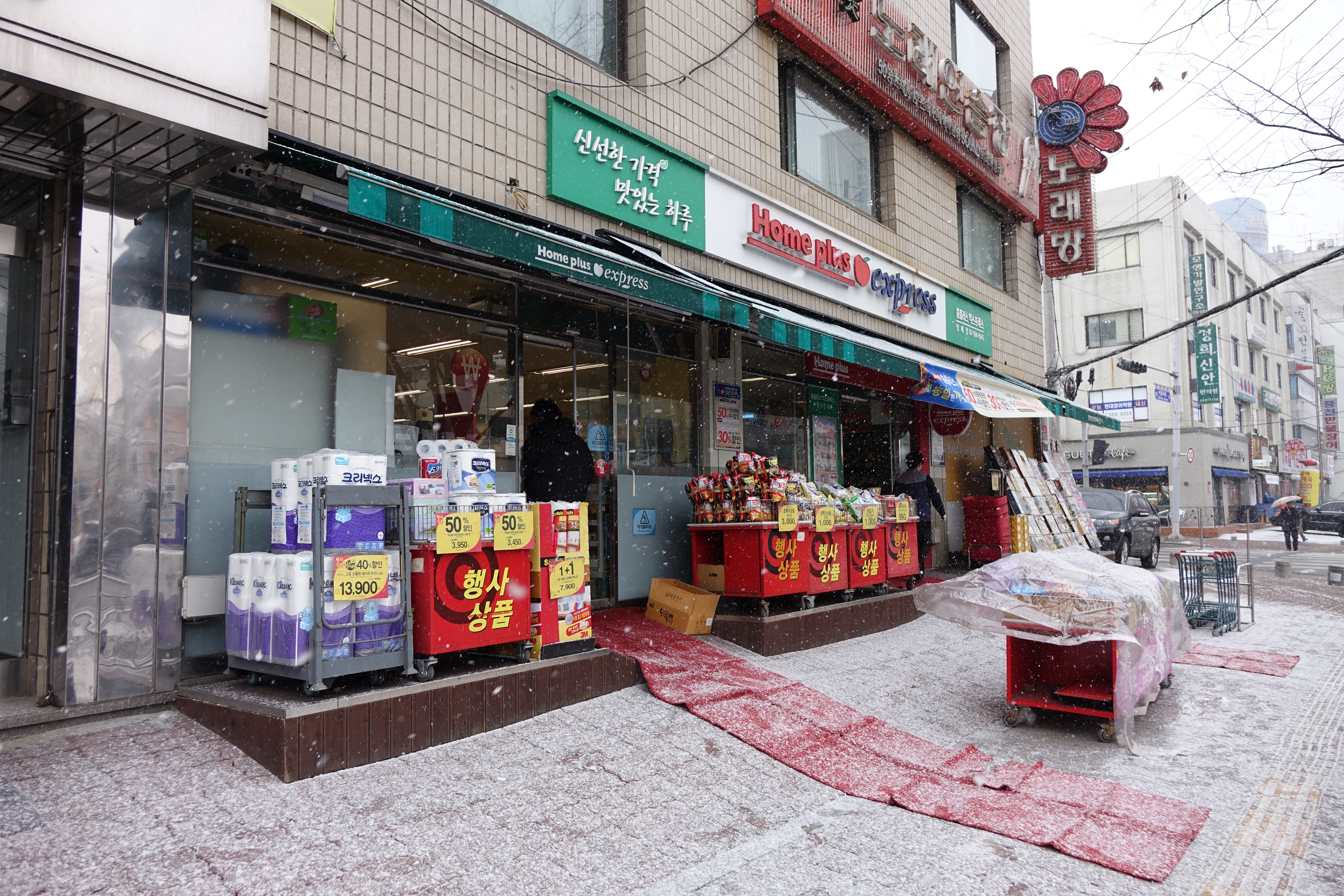
홈플러스익스프레스 방배점
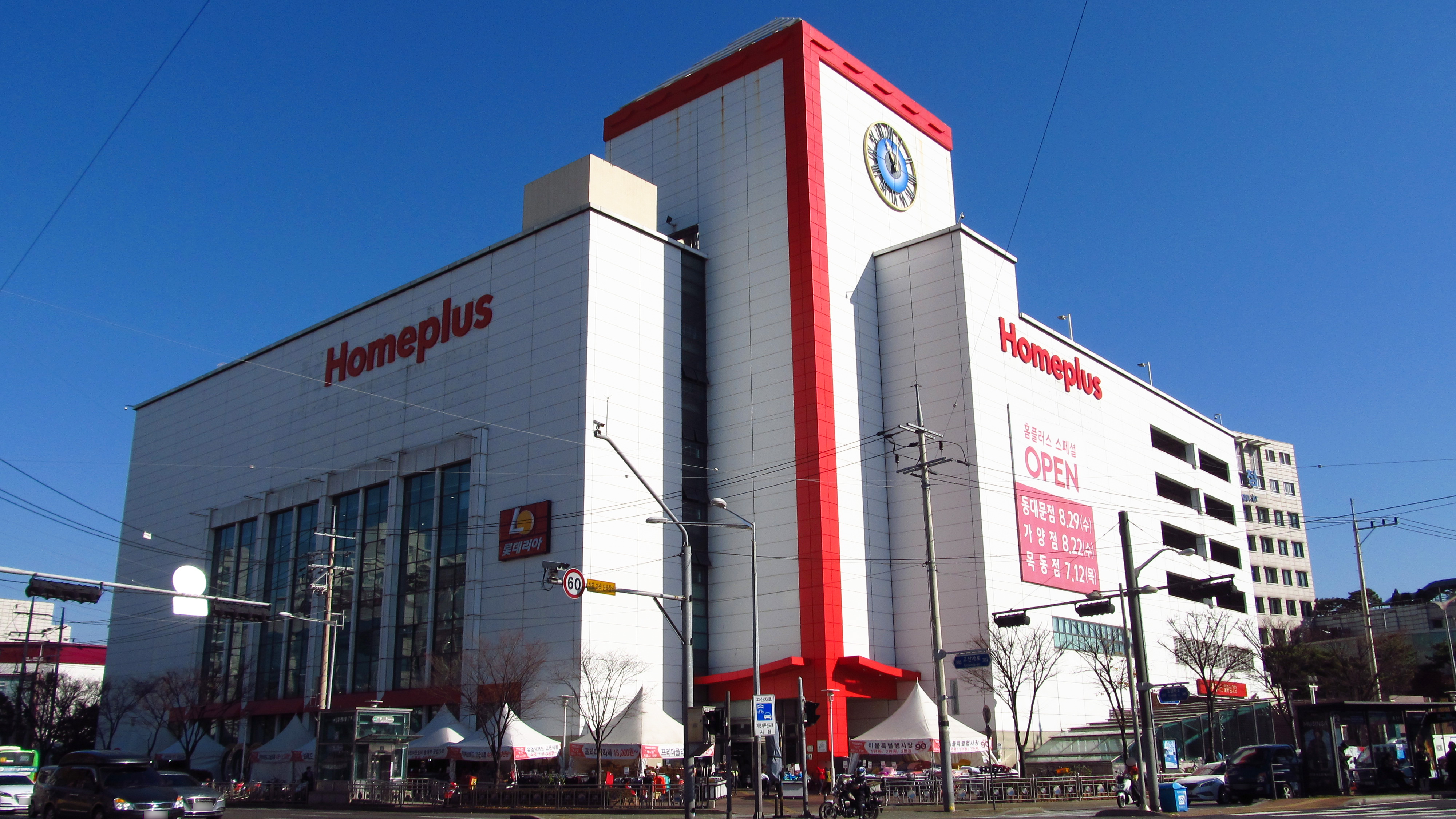
홈플러스 동대문점
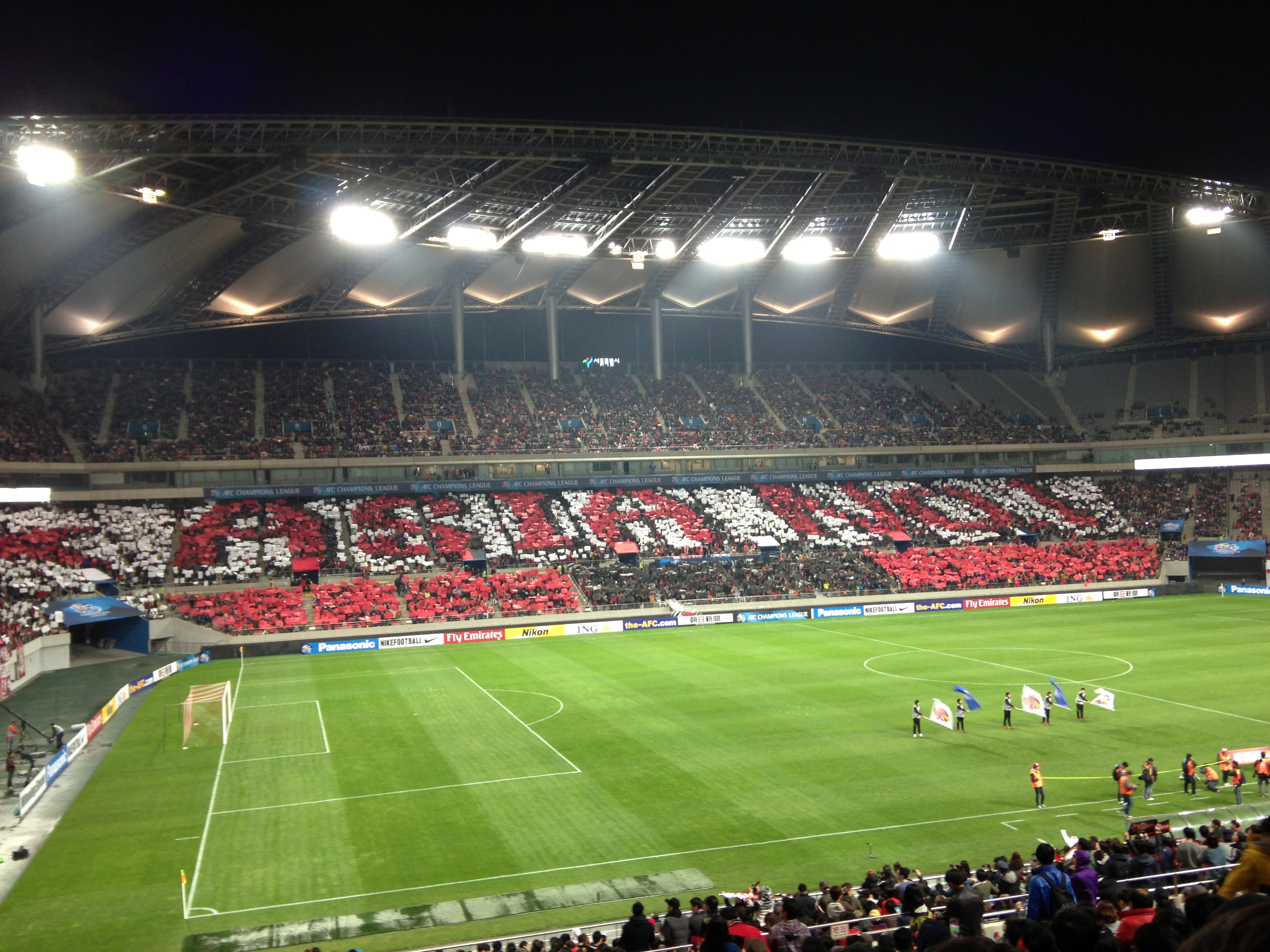
상암월드컵경기장(홈플러스 월드컵점)
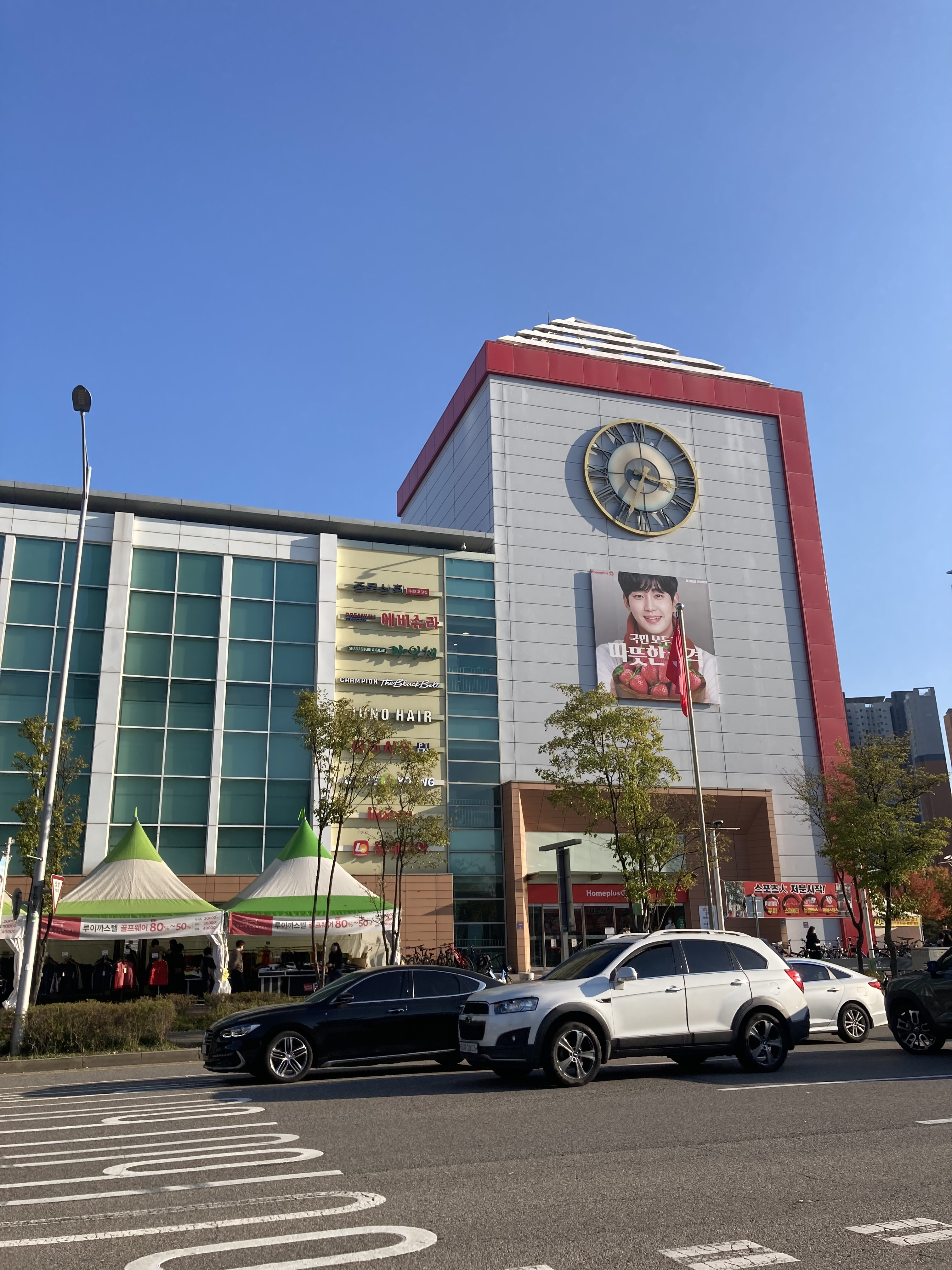
인천 연수구 송도홈플러스

## 같이 보기
- 코스트코
- 이마트
- 롯데마트